# 木下ひまり
木下 ひまり（きのした ひまり、別名；花沢 ひまり、1996年5月21日 - ）は、日本のAV女優である。東京都出身。ACT所属。

## 略歴
- 2020年4月17日 プレステージより正式デビュー[1]。
- 2020年5月8日 Twitterアカウント開設。1年経たず3万人以上のフォロワーを集めた。
- 2020年12月27日 Instagramアカウント開設。
- 2021年2月26日 購入型クラウドファンディング『ひとつなぎ』で「木下ひまり1周年記念1st写真集プロジェクト～綺麗な海で綺麗な写真を撮りたい～プロジェクト開始。
- 2021年2月26日 ツイキャス開始。
- 2021年3月10日 MAXING主催によるイベント（サイン会・撮影会）ラムタラMEDIA WORLD AKIBA（18時より）にて開催。
- 2021年3月13日 桃太郎映像出版によるDVD購入者向けイベントを ラムタラ 秋葉原店（11時30分より）、エピカリ アキバ（18時より）にて開催。
- 2021年3月16日 購入型クラウドファンディング『ひとつなぎ』で「木下ひまり1周年記念1st写真集プロジェクト～綺麗な海で綺麗な写真を撮りたい～プロジェクト目標額達成。4月17日まで受け付け。撮影は沖縄の予定。
- 2021年4月15日 MAX-A主催 DVD購入者向けイベントをラムタラ秋葉原店(18時より開催。
- 2021年 木下ひまり1周年記念1st写真集制作予定。
- 2021年5月、週刊プレイボーイでの次世代美巨尻AV女優ベスト10に選出[2]。月刊FANZA発表2021年上半期女優別ランキング9位[3]。月刊FANZA発表2021年下半期AV女優ランキング5位[4]。
- 2022年9月2日、HHHグループによる「トリプルHAPPYキャンペーン2022」キャンペーンガール就任[5]。
- 2022年12月5日週FANZA動画フロアランキングにおいて、出演した『もはや神袋! かぐや姫Ptの人気作品厳選したからとりあえずこれ買っとけば間違いなしコレクション32時間』（かぐや姫Pt/妄想族）が1位を記録[6]。

- 2023年5月に発表されたアサヒ芸能「2023現役AV女優SEXY総選挙」第50位[7]。
- FANZA動画フロア2024年2月度月間AV女優ランキングで5位を記録[8]。
- 2024年7月1日週FANZA動画フロアランキングにて、出演作を含むベスト盤『【福袋】山と空の野外露出！超人気あの話題作も！！20タイトル53時間オール収録！』（山と空）が3位に浮上した[9]。
- 同年7月22日週FANZA通販ランキングで『夫の部下に言い寄られ…自宅で裏切りのNTR 木下ひまり』（マキシング）が初登場6位にランクイン[10]。
- 2024年9月6日、倉本すみれ、美園和花、大槻ひびき、橘メアリー、波多野結衣、吉根ゆりあ、森日向子、乙アリス、月野江すいと共にFANZA / HHHグループ『トリプルハッピーキャンペーン2024』のキャンペーンガールに就任[11]。
- 2024年9月15日、台湾・JKFが共催のもと、日本初のセクシー女優のみで行うプール撮影会『TREND GIRLS 撮影会 2024』に参加し話題と姫咲はなとともに話題となる[12]。TREND GIRLSファッションショーにも参加し、ランウェイを歩いた[13]。
- 同年10月21日週FANZA通販ランキングで『シコられ願望が収まらない人妻の尻誘惑 木下ひまり』が初登場2位[14]。
- 2025年2月10日週FANZA通販フロアランキングでは、出演した『MOODYZファン感謝祭 バコバコバスツアー2025 素人17名とAV女優17名の1泊2日大乱交 新世代AVオールスター覚醒！』が予約段階で初登場3位を記録[15]。
- 2025年5月4日にはTREND GIRLS撮影会2025に参加し、モード感漂うビキニ姿でファンを魅了したことが報道された[16]。
- 2025年FANZA動画フロア5月度月間女優ランキングで10位を記録[17]。また、同年FANZA動画フロア7月度月間女優ランキングでも6位を記録[18]。

## 人物
- 特技は料理。特に肉じゃがとオムライス。趣味はお買い物。
- 好きな食べ物は、お肉料理、麺類。焼き肉では牛タンが好物。ステーキはウェルダン派。他はラーメン(とんこつ、みそ)、うどん、パスタ、ジャンクフード（マクドナルド。特に朝マックのソーセージマフィン）、芋類（ジャガイモ・さつま芋）、フライドポテト、ジャガバタ、じゃがりこ等。最近のマイブームはフルーツ大福。
- 苦手な食べ物は、魚料理と野菜。お寿司屋さんでも、生魚以外を食べる。但し、ツナと鰻は食べられる。他、コンニャクゼリー。好き嫌いが多く、食べず嫌い。
- 好きな動物は犬。好きな場所は家。好きな色はピンク[19]
- 中学生時代に芸能人に憧れ、オーデションを受けたことがある。
- 高校は通信制。
- 初体験は18歳。
- スカウトを受けセクシー女優としてデビュー。綺麗な足が魅力のモデルのようなスタイルで、正式デビュー前から人気を得ていた。正式デビュー後は、スレンダー女性を好きな層を中心に瞬く間に話題となり人気に拍車がかかる。性格はとても明るく、まじめで、ファンを大切にしている。
- 2020年10月にレズ解禁して以降、数多くのレズ作品に出演し、2022年以降は枢木あおいや沙月恵奈と共に天才レズ女優としても知られていて、初レズの女優の相手役を務めることも多い[20]。また、過去にプライベートでもレズ経験がある。
- 『凄テクを我慢できれば生★中出しSEX!』シリーズでは「安定感の塊」と異名を付けられた[21]。

## 映像作品
◎はBD版発売作品。

### アダルトDVD / BD
- 新・素人娘、お貸しします。 89 仮名）花沢ひまり（テレフォンアポインター）22歳。（4月17日、プレステージ）
- アダルトビデオに出たい素人、面接しました。03 ～ひまりさんのAV面接～（5月13日、バルタン）
- ♯新・制服娘ワリキリ裏￥募集02 ひまり（5月15日、S級素人）
- 見られたがり制服美少女痴女の絶対領域 Vol.001（5月15日、BAZOOKA）
- 隣に住む美人妻に引っ越しの挨拶を装い眠剤混入菓子折りで眠らせ媚薬を塗りたくりチ○ポを即ズボ! 媚薬が効き目を覚ました人妻はエロ覚醒し何度も中出しを求める…（5月15日、DOC）
- 超勃起薬とド痴女 ～精力剤サプリメントで快感UPしてイキまくる映像～（5月25日、SEX Agent/妄想族）
- 姑息! ゴム取りおじさん VS 生中NG新人女優（6月7日、パコパコ団とゆかいな仲間たち/妄想族）
- 童貞さんいらっしゃい! 発育の良い巨乳女子●生さんチャレンジ・ザ・ミッション! 授乳手コキ＆おっぱいハグ! 恥じらい赤面素股プレイ中ぐちょぐちょマ●コにヌルッと挿入筆おろし Vol.002（6月12日、S級素人）
- お仕事中の抜け駆けセックスにハマっている新宿で働くお姉さん（高身長モデル級）と淫猥ハメ撮り 花沢ひまり（6月13日、オーロラプロジェクト・アネックス）
- カワイイ従姉妹たちのキツキツマ○コにチ○ポを入れて、アヘアへイクイク動画撮影ができちゃったので公開しちゃいます!（6月25日、SWITCH）
- 完ナマSTYLE@ひまり ＃高身長美脚 ＃S級イイ女 ＃恥ずかしがり ＃オール半中半外 ＃敏感娘 ＃ロングヘアー 花沢ひまり（6月27日、First Star）
- はだかの家政婦 全裸家政婦紹介所 花沢ひまり（7月1日、プラネットプラス/裸婦趣向）
- 生中出しアイドル枕営業 Vol.010（7月10日、BAZOOKA）
- ドMでアヘイキ! デカ尻突き出しながらメス汁垂れ流しのクソエロ娘!（7月19日、チキチキカマー/妄想族）
- 息子の嫁 花沢ひまり（8月1日、プラネットプラス/七狗留）
- 文京区にある女教師が通う整体セラピー治療院 27（8月1日、変態紳士倶楽部）
- S級BODY美女の生バニーガール（8月7日、SUKESUKE）
- タワマンパーティーで出会ったミスキャンパス・ファイナリストでアナウンサーの卵（某局内定済?）との過激動画をリベンジポルノ流出 顔良しスタイル良し頭良しの三拍子そろった意識高い系女子・理沙さん（8月12日、MERCURY）
- 完全主観やり放題 カラダをウリにする銀河級美少女 Vol.001 花沢ひまり（8月14日、宇宙企画）
- 中出し露天温泉 ヤリマンJAPAN代表入り! エロすぎる身体つきの高身長美脚のドスケベお姉さん（8月14日、ま○こ銀行）
- ガチナンパ! 素人女子大興奮! 初めての3P体験! 潮! 汗! 絶頂の嵐で何度もおねだりSEX! 124アクメ16発射（8月15日、ナンパーズ）
- 変態オッサンのパコ活動画 木下ひまり（8月19日、チキチキカマー/妄想族）
- 一般男女モニタリングAV ラブホにお泊まりしちゃった上司と部下のその後まで追跡スペシャル 終電を逃した社会人男女がラブホテルで連続中出しセックス! …した後日談：一度だけでは終わらなかった会社には秘密の生セックスを隠し撮り（8月19日、DEEP'S）
- 寝取らせ検証『綺麗な裸を残しておきたい』メモリアルヌード撮影で共演した夫よりも若いモデルの他人棒を見て愛液を垂らした妻はその後、SEXしてしまうのか?VOL.10（8月27日、コスモス映像）
- めっちゃヒマにしてた女子大生と今から制服エッチします! 街で暇そうにしている女子に声をかけたら、時間つぶしにちょうどいいよ!と簡単にホイホイついてきてくれる女子大生たちをゲット! エッチもできてウインウインな時間を過ごせました!（8月27日、SWITCH）
- 同じマンションに住む押しに弱い人妻のデカ尻お姉さんの無自覚誘惑過ぎるタイトワンピ姿に我慢できず毎日即ハメ中出し 木下ひまり（9月1日、LUNATICS）
- 【完全主観】ず～っとイチャイチャ♪ いきなり! 即尺即ハメOK! セーラー服美少女風俗 お兄ちゃん大好きイメクラ Vol.001 花沢ひまり（9月4日、ONEZ）
- 絶対に口説けない清楚系女子VS痴女化催眠術メス犬化洗脳バトル! ガードが堅い女を淫らに惑わしチ○ポを貪る無限腰振り大絶頂SP（9月10日、SODクリエイト）
- イクイク早漏敏感妹と排卵日子作り物語 ACT.010 花沢ひまり（9月11日、宇宙企画）
- 親の再婚で突然できた義理の姉に欲情SEX 木下ひまり（9月16日、MAXING）
- 戸締りもせずノーブラで出歩く1人暮らしの女子大生に後ろからチ○ポねじ込み痙攣イキ堕ちさせ、何度も中出し!（9月18日、DOC）
- 親戚のお兄ちゃんと1年ぶりの再会。高身長（170cm）になって背が逆転しちゃった従兄と貪り合うような中出しSEXに溺れたワタシ 木下ひまり（10月2日、h.m.p）
- 久しぶりに会った姪っ子は痴女っ子!? 周りにいる家族にバレないように突然の小悪魔ベロチュー! さらに抱っこSEXまで迫られ我慢できず何度も膣射!!!（10月2日、DOC）
- 水泳部のエースが学校で憧れの顧問教師を逆セクハラ中出しセックス 木下ひまり（10月7日、BeFree）
- 友達同士。SEXに溺れ合うレズ関係。 木下ひまり 星あめり（10月7日、ビビアン）
- INSTANT LOVE ReiwaVer. HIMARI 木下ひまり（10月9日、e-kiss）
- 絶対イチャラブ宣言! 完全主観 妹制服リフレ VOL.001（10月9日、BAZOOKA）
- 隣人に俺の彼女が寝取られて。「騒音クレーマーに洗脳された美人すぎる彼女」 木下ひまり（10月25日、ダスッ!）
- ハメドリズム 05（10月31日、HMJM）
- 新婚の僕が出張先で女上司とまさかの相部屋 朝から晩まで性奴隷にされた逆NTR 木下ひまり（11月1日、Fitch）
- 目がさめるとラブホテル。同じベットに後輩の美人受付嬢。キスまで数センチの距離で誘惑されて…妻には内緒で朝までひたすらSEXした。 木下ひまり（11月6日、ONEZ）
- 水泳教室NTR インストラクターの優しさに溺れた妻の衝撃的浮気映像 木下ひまり（11月7日、マドンナ）
- 数年ぶりに再会した妻の妹が大人のカラダになっていた。 木下ひまり（11月7日、アタッカーズ）
- 終電がなくなったバイト先の後輩と自宅で飲み会。送別会終わりで明日から会えなくなると思うと我慢できず、少し強引に口説くボク。ダメと言いつつも嫌がらない彼女に朝までエッチし続けたら、その後帰るはずだったのに恋人のような一日を過ごしました。（11月7日、Hunter）
- 予備校に通う地味でマジメな女子○生をレイプしながら全身を媚薬漬けにしたら、こっちが引くほど痙攣・潮 & 泡吹き・失神しまくった! 11（11月12日、サディスティックヴィレッジ）
- 尊敬する憧れの上司とデリヘルバイトで再開。 木下ひまり（11月13日、ダスッ!）
- 同窓会で再会した憧れのアノ人…。 公然ネトラレ種付け性交! 木下ひまり（11月13日、AVS collector’s）
- あしなが制服ギャルが超絶美脚で挟んで犯してアゲル 木下ひまり 森日向子（11月13日、MOODYZ）
- 素人娘、膣内射精。（11月13日、バルタン）
- 無防備な格好の美人すぎる先輩は魅惑的な視線で僕を惑わし、欲望を満たすためオフィスのどこでも誘ってくる逆セクハラSEX 木下ひまり（11月13日、ヒメゴト）
- 旦那が出掛けている間にヤレるだけヤリまくった2時間半の記録 木下ひまり（11月16日、MAXING）
- 僕の姉は地味で控えめですが、眼鏡を外すと絶世の美女で、長年の想いを告白したら素股からの生挿入で初中出しをさせてくれました。 木下ひまり（11月19日、ROYAL）
- 息子の嫁が淫乱でした 夫に隠れて義父の精子を搾り取る妻 木下ひまり（11月19日、VENUS）
- 一般男女モニタリングAV × マジックミラー便コラボ企画 大手航空会社勤務の美脚キャビンアテンダントが初めての黒パンスト履きっぱなしイキ潮体験! フライト帰りのムレた黒パンストに濡れシミができるほど手マンされ連続イキ漏らししたCAオマ○コにデカチン挿入で生中出し!!（11月19日、DEEP'S）
- 泥酔キメセク 子種を30発中出しされた高身長の女教師 木下ひまり（11月25日、kawaii*）
- ずっと好きだった憧れの彼女の本当の姿… 僕の目の前で、知り合いのオジさん達とヤリまくる、ちょっと壊れた真正ビッチだった… 木下ひまり（11月25日、オーロラプロジェクト・アネックス）
- え… お姉さん!? 彼女と間違って即ズボ!! 突然のチ○ポに発情して中出しを求め続けられた僕。 木下ひまり（12月1日、ワンズファクトリー）
- 闇バイトで応募してきたデカ尻CAをマッサージで感度高めてイっても止めない追撃ピストンでメス堕ちさせた一部始終（12月1日、変態紳士倶楽部）
- 今夜お姉ちゃんが帰ってくるまでずっーと乳首いじっててあげる 木下ひまり（12月4日、h.m.p）
- M男クンのアパートの鍵、貸します。 木下ひまり（12月4日、ワープエンタテインメント）
- 『えっ透けてる?』『恥ずかしい…』 突然のゲリラ豪雨でブラウスがビショビショでスケスケになった美人女子社員と社内でふたりきりでドッキドキ!（12月7日、Hunter）
- 長髪射 木下ひまり（12月10日、RADIX）
- 美脚ルーズソックスGAL制服美少女 Vol.001（12月11日、BAZOOKA）
- 泥酔した先輩を家まで送ったが、玄関で横たわって寝ているエロい姿に耐え切れずそのままチ●ポをぶち込む中出し玄関SEX!!（12月11日、SCOOP）
- 深夜コンビニNTR 彼氏に不満もつ女子大生バイトと欲情した中年ブタ店長が2人きり… 美脚プロポーション美女をまさかの小太りオヤジが寝取った脅威の凄チ●ポ6連射精性交 木下ひまり（12月13日、E-BODY）
- 生姦Queen 木下ひまり（12月13日、ミル）
- 制服ギャルとギトギトオヤジのべちょ舐め巣ごもり性交（円光） 木下ひまり（12月19日、kira☆kira）
- 美人女子大生 恥辱の卒業研究合宿 「私のお口も膣も、そして子宮も、ゼミの中の共同所有物なんです…」  木下ひまり（12月25日、オーロラプロジェクト・アネックス）
- めちゃ可愛い女子大生をラブホにナンパ連れ込み… 2時間の休憩で男を4発も射精させる度肝を抜くセックスの逸材だった ホイホイついてきた、【現役女子大生】ひまりちゃん (20歳)（12月25日、ナンパJAPAN）
- びしょ濡れOL雨宿りオフィス強制わいせつ（12月25日、TMA）

- セクハラ整体NTR 整体師の裏テクが凄すぎて彼氏が隣にいるのに何度もイカされまくった女子大生 木下ひまり（1月1日、Fitch）
- 風俗出禁になった義父に、本番強要ナマ中出しされて…。 木下ひまり（1月7日、マドンナ）
- 毎年恒例 私立○○学園3年H組の文化祭の模擬店はなんとハプニングバー（1月8日、ナチュラルハイ）
- マジックミラー号ハードボイルド箱の中身は何だろな？肌の露出多めな未成年夏ガールが3回当てたら賞金10万円!のクイズにチャレンジ!! こっそり勃起したデカチンを握らされて恥じらいつつも大興奮! 手コキついでにセックスまでしてしまうのか?（1月8日、サディスティックヴィレッジ）
- 濡×艶×美脚×交尾 光沢パンスト美脚美女を濡らして脱がさず弄ぶ 木下ひまり（1月13日、AVS collector’s）
- 露出・輪姦・ぶっかけ願望に憑りつかれた女 木下ひまり（1月21日、グローリークエスト）
- 涙のノンストップ激イカせSEX 4  木下ひまり（1月25日、セレブの友）
- WATER POLE ～道～ 木下ひまり 旬の女優が全てを曝け出し、極限のエロスを魅せる!（2月5日、プレステージ）
- 淫らに濡れるグラマーBODY 中年親父の生ハメ・パパ活調教性交 高身長女子大生・ひまり (23歳)（2月7日、ティーチャー/妄想族）
- 親に隠れてこっそり姉弟近親相姦! 親の前ではわざと姉弟ゲンカ。しかし実は姉弟以上の関係で、姉と弟は二人きりになるとラブラブセックスを始める!（2月7日、Hunter）
- だれとでも定額挿れ放題! 月々定額料金さえ支払えば、病院内に勤務している女性スタッフ誰でも挿れ放題! 中出しし放題!（2月7日、Hunter）
- 恥ずかしい! イヤイヤCAR SEXドキュメント（2月10日、プレイエンターテイメント）
- 泊まりに来た従妹が可愛くなっていて 翌朝ノーブラで僕の白Yシャツを着ていた! 2（2月12日、Z-MEN）
- 絶対的上から目線で美脚痴女が淫語コントロール 射精を支配される究極主観JOI 木下ひまり（2月13日、Fitch）
- めがねをかけたオンナはエロい! 3SEX激本番!! 木下ひまり（2月13日、セレブの友）
- 性欲の収まらない絶倫義父に執拗に求められ快楽堕ちした美脚嫁 木下ひまり（2月19日、アクアモール/エマニエル）
- 乳首責めベロキス脚コキという絶頂無双の三点責め（2月25日、SEX Agent/妄想族）
- 新スーパースター 降臨 木下ひまり 8時間BEST（2月26日、宇宙企画）※単体ベスト
- 官能小説 人妻家政婦 ～新妻の身体覗いてください～ 木下ひまり（3月1日、MAX-A）
- 小悪魔挑発美少女 木下ひまり（3月1日、MARRION）
- 超絶ヤリマン義姉と童貞のボクがチ○ポマッチング!?（3月7日、Hunter）
- 初撮り素人ドキュメンタル ～三ツ星しろうとは逃がさない～（3月7日、桃太郎映像出版）
- 親戚のエロガキにスカートもぐりクンニされ夫がいる至近距離でイってしまった叔母さんは挿入も拒めない 2（3月11日、ナチュラルハイ）
- 女上司の無防備なパンストにたまらず勃起! 抑えられずにチ○ポをこすりつけたら糸をひくほど濡れていた… 7（3月12日、Z-MEN）
- 私は快楽狂いのド淫乱オナニスト 12 木下ひまり（3月13日、セレブの友）
- 会員制お手伝いさん～予約で3ヶ月待ちの家政婦を指名したら… 木下ひまり（3月16日、MAXING）
- 【ハメログ】木下ひまりちゃんにお酒を飲ませたらヤリマンオーラが全開だったのでそのままハメ撮りしちゃいました!（3月19日、チキチキカマー/妄想族）
- 俺のNTR属性が彼女にバレて、誕生日に俺が喜ぶと思ったのか、見知らぬおっさんと寝取られ中出しセックスしてる動画を見せられた 木下ひまり（3月19日、かぐや姫Pt/妄想族）
- 出世頭とヨイショされ酔わされ…新入社員の絶倫痴女2人にお持ち帰りされ精子枯れ果てるまで挟み撃ち逆3P 天然かのん 木下ひまり（3月25日、kawaii*）
- ちんちん洗い ～洗体後のフェラが気持ち良すぎて女体にザーメンぶっかけ～（3月25日、SEX Agent/妄想族）
- ひまりちゃんへ… 彼女にフラれた冴えない僕をひたすらSEXで元気づけてくれて本当にありがとう。（4月1日、Fitch）
- 行列が出来る中出し中毒公衆便女 濃厚オヤジの追撃種付けプレス20連発大乱交 木下ひまり（4月1日、ワンズファクトリー）
- 通学路線から自宅まで追いかけ回して痴○眠○ナマ中出し【完全盗撮】 (パンチラ盗撮・痴○レ×プ・自宅侵入・昏●パーツ接写・半覚醒夜×い)（4月1日、変態紳士倶楽部）
- 羞恥! 野外腰砕け! 激ヤバ・ビッグバンローターをマ○コに入れて潮吹きアクメデート! 18 サッカー部マネージャー ひまり（4月8日、サディスティックヴィレッジ）
- 姉の旦那を逆NTR! 眼鏡フェチの旦那を誘惑SEX 木下ひまり（4月13日、セレブの友）
- お尻大好きしょう太くんのHなイタズラ 木下ひまり（4月15日、グローリークエスト）
- 素人妻限定ナンパ! 童貞君Hの練習素股でビン勃ち○ぽが「あっ! ヌルっと入っちゃった!」 気持ち良すぎて激ピストン中出し（4月15日、LOTUS）
- 発情バニー乳首ゴ○シ痴女 FXXKING BUNNY 木下ひまり（4月19日、ドグマ）
- 「先生に中出しされちゃったどうしよう…」 親友J○の子宮に精子が届く前にクンニでザーメンを吸い取る女子○生（4月22日、DANDY）
- お願いされたら断れないおっとり天然な人妻お姉さんの無自覚な誘惑。 木下ひまり（4月25日、ダスッ!）
- プライベートマスクMAX個撮劇場 5（4月25日、private mask/妄想族）
- 母の鬼畜な再婚相手に四六時中、性欲の捌け口にされてます 木下ひまり（4月30日、光夜蝶）
- 子供おじさんの僕は四六時中義母に犯されたい 木下ひまり（4月30日、NON）
- 父子家庭のウチの良くできた可愛い娘を、疲れた俺は魔が差して押し倒そうとしてしまった。我に返った俺に娘は『お父さんなら…』と逆にM男になってしまうほど、責めてきた娘に骨抜きにされてしまう俺は毒親でしかない件 2（4月30日、NON）
- お姉さんの巨尻が猥褻過ぎて秒殺で悩殺!! 木下ひまり（5月1日、MARRION）
- 黒パンスト破って生挿入! アンタ、こういう騎乗位の方が興奮するんでしょ?（5月6日、グローリークエスト）
- 私たちはスワッピングで燃えてしまう変態レズカップルです。 他の女性で感じる彼女の姿が、可愛くて… 木下ひまり もなみ鈴（5月7日、ビビアン）
- 借金苦の美人若妻を淫語調教 木下ひまり（5月13日、REAL）
- オシャレにもセックスにも敏感なキラキラ女子○生の危険すぎる裏バイト 3（5月13日、宇宙企画）
- THEドキュメント 本能丸出しでする絶頂SEX 高身長美脚OL女の剥き出し激熱淫乱ファック 木下ひまり（5月19日、美人魔女/エマニエル）
- 「寝ているだけで数十万! 高額治験バイトでリッチな学生ライフを!!」 高額報酬に目が眩んだ女子大生を待ち受けていたのは、新種媚薬と悪徳臨床医! 身体はおかしいくらいに火照ってチ○ポにむしゃぶりつき、自らドロドロおマ○コ拡げてイキ狂い、中出し哀願!（5月21日、DOC）
- 「童貞君の包茎ち○ぽの皮を剥いて洗ってもらえませんか!?」 素人奥様が童貞君と密着混浴! 母性たっぷりち○ぽを泡洗い! カチカチにズル剥けた童貞ち○ぽに赤面発情! そのまま優しく筆下ろしSEX! 3（5月28日、赤面女子）
- 新しい義姉は、鬼畜な人なのに僕の勃起は治まらない。 木下ひまり（6月4日、NON）
- 社員旅行で狙われた新人OL 2（6月4日、LEO）
- 輪姦計画 美人OL編 木下ひまり（6月7日、アタッカーズ）
- ドラレコNTR19 車載カメラは見ていたねとられの一部始終を（6月7日、JET映像）
- 寮に男は僕一人、「女子皆レ○プされるのでは…?」と疑われた結果、精子全部出し切るまで搾精されてます。 木下ひまり（6月13日、MOODYZ）
- 女体化した俺は親友に求められるがまま、受け入れて、心も女になっていた。 木下ひまり（6月13日、ダスッ!）
- SUPER FISHEYE FETISHISM 迫力興奮蜜写 エロコス肉感フェロモンBODY 木下ひまり（6月13日、AVS collector’s）
- 絡み合う体液 ～濃厚接吻 互いに求め合う密着中出しセックス 木下ひまり（6月16日、MAXING）
- クリトリス吸引バイブオナニー2 今日もクリが幸せ★ 彡吸引と振動でクリトリスをW刺激、SEXでも見せないようなアヘ顔で絶頂を繰り返すAV女優達15名240分（6月17日、グローリークエスト）
- おっぱい先生 005 ひまり ～Dパイ♡ 絶対的美少女降臨!～（6月25日、おっぱい先生）
- 甘えん坊新妻の子作り中出し性活 木下ひまり（7月1日、MAX-A）
- 挑発パンチラ 絶対誘惑ハーレムオフィス 森日向子 木下ひまり 月乃ルナ 八乃つばさ（7月1日、MARRION）
- たった7時間2人っきりにしてみたら… 結果、9発セックスしてました。 木下ひまり（7月2日、ドリームチケット）
- 勝てば女王。負ければ奴隷。 キャバクラ嬢レズビアン 木下ひまり 逢見リカ（7月7日、ビビアン）
- 残業続きの兄貴の帰宅をいつも深夜まで待つ兄嫁と、欲望のままにヤリまくった兄貴が帰ってくるまでの8時間。 2（7月7日、Hunter）
- ヤレそうでヤレないお触りNGの美人メンズエステ嬢を媚薬漬けにしてノケ反りイキするほどハメまくった（7月8日、ナチュラルハイ）
- 好きだった家庭教師のお姉さんが俺の親父に寝取られ種付けプレスされていた。 木下ひまり（7月13日、ダスッ!）
- 綺麗好きだった僕の彼女は悪臭漂うゴミ部屋で中年おやじに中出しされまくってボロボロに汚された 木下ひまり（7月19日、かぐや姫Pt/妄想族）
- 素人鬼カワ娘 個撮・ドスケベ・デカ尻・ギャル・ハメ撮り（7月19日、チキチキカマー/妄想族）
- 開始2分でチ○ポと乳首を責め立ててくる、ぬるぬるスケスケノーブラ女子がエロいと評判の地下メンズエステの制服着用オイルマッサージ（7月19日、Hunter）
- 就活中のリクスーJD応援企画! ラップ1枚隔てた素股で射精させたら100万円! ラップがズレてどんどん勃起するチ●ポにクリトリスが直接擦れ合い理性が崩壊! 自分からデカマラを膣奥までズボっと挿入! 発情腰振りからの連続中出し合計12発!（7月22日、サディスティックヴィレッジ）
- 濃交～超美少女「木下ひまり」が本気で求め愛し合う生中出しSEX～木下ひまり（8月1日、MAX-A）
- 先生と私 ～放課後レズ、内緒のビアン部活動～ 木下ひまり 永瀬ゆい（8月1日、U&K）
- チクビ快感伝道師 木下ひまり（8月6日、ワープエンタテインメント）
- 優先順位は【SEX＞＞＞金＞仕事】!! ヤリマンOL勤務中にチ●ポ追い回し所構わずイキっ放し!! 木下ひまり（8月6日、ゲッツ!!）
- 潜入!! 噂のリンパマッサージ店 8 「裏オプション、いかがなさいますか?」（8月6日、LEO）
- 超Sexy美脚バニーガールレズビアン 木下ひまり 花宮あむ（8月7日、ビビアン）
- HYPER FETISH ハイレグいやらしクィーン 木下ひまり（8月7日、デジタルアーク）
- どこでもおしっこ! 素人娘の大放尿35人 スロー再生でじっくり鑑賞できるマニア向け映像 5（8月7日、かぐや姫Pt/妄想族）
- 超部屋結界 ハーレムSPECIAL ～ようこそ僕だけの淫乱女学院へ イヒ～ 清楚でウブな女子○生を下品な淫乱女子へと洗脳支配する 松本いちか 前乃菜々 木下ひまり 美咲かんな 愛須みのん 武田エレナ 新田みれい 星乃美桜（8月12日、SODクリエイト）
- 憑依おじさん in 木下ひまり 長身スレンダー娘を乗っ取り、代わりに彼氏と情交。（8月13日、ダスッ!）
- Fitch全4タイトル13コーナー収録 木下ひまり8時間BEST（8月13日、Fitch）※単体ベスト
- 巣ごもり生活 懐妊までの2ヶ月間。 木下ひまり（8月19日、グローリークエスト）
- 紳士の冒険にはまった僕の妄想が現実に! 発情期の猫娘と交尾しまくり! 木下ひまり（8月25日、Smartmedia production/妄想族）
- 借金を肩代わりしてくれた夫の親友に寝取られた奥様 木下ひまり（8月31日、マザー）
- 初老の小説家に飼われた女編集者 木下ひまり（9月1日、プラネットプラス/七狗留）
- おしっこ114連発 98人（9月2日、グローリークエスト）
- 高確率合格の秘訣はヌイて伸ばす! スケベエリート多数在籍!! これが噂のスーパー家庭教師（9月10日、LEO）
- 泥酔ヤリマンOL便所盗撮（9月10日、ゲッツ!!）
- RQ-W痴女 辻井ほのか 木下ひまり（9月14日、ミル）
- おち○ぽ大好きお姉さんのフェラチオは好きですか?（9月16日、グローリークエスト）
- オヤジって乳首責められると変な声出すからベロキスで黙らせてやるからな! 木下ひまり 七海ひな（9月21日、MOODYZ）
- 家出ギャルを拾ったらハーレムになった話 ～同棲生活はじまり編～ 純真白ギャルとイケイケ黒ギャルに囲まれる夢の逆3P生活 姫咲はな 木下ひまり（9月21日、無垢）
- 【シコり過ぎ注意】木下ひまり最強説! 全部ドスケベひまたん完全神コンプリート240分（9月21日、チキチキカマー/妄想族）※単体ベスト
- ゴミ集積場でタイトワンピが透けすぎてパンツが丸見え状態の奥さんと2人きり! 無意識に誘惑してくる透けパン尻がエロすぎるので今から即ハメします。（9月23日、DANDY）
- モデルになった姉の美尻に我慢できず即ハメ激ピストンしてケツ射連続中出ししまくった。 木下ひまり（10月5日、LUNATICS）
- 女子学生棋士の彼女はプライドが高くて将棋で誰にも負けたくなかったのに、中年チ●ポに屈して中出しSEX依存症の肉便器になっていた 木下ひまり（10月5日、かぐや姫Pt/妄想族）
- 夜回りナンパ 令和女子のお悩み相談 思いっきりナマ【中出し】解決! Episode1 feat.FALENOTUBE（10月7日、FALENO TUBE）
- 木下ひまり2枚組ハイパーベスト9時間14分（10月12日、セレブの友）※単体ベスト
- コスプレ企画と偽り、即ハメ即尺SEX 木下ひまり（10月16日、MAXING）
- 彼女のお姉さんは巨乳と中出しOKで僕を誘惑 木下ひまり（10月19日、OPPAI）
- 淫語で犯す自画撮り着衣痴女 木下ひまり 有岡みう（10月19日、ミル）
- トリプル痴女OLハーレム 欲求不満お姉さんたちの3点責めコンビネーションで何度も何度も中出しさせられる! 香椎花乃 波多野結衣 木下ひまり（10月19日、PREMIUM）◎
- No.1バニーガール史上最悪の恥辱8 木下ひまり（10月21日、グローリークエスト）
- 息子の嫁は根っからの淫乱女だった…。 木下ひまり（11月2日、KSB企画/エマニエル）
- 悶絶クンニMANIAX 木下ひまり（11月2日、ワンズファクトリー）
- W逆バニー痴女と逆3P中出しハーレムSEX 木下ひまり 森日向子（11月2日、MOODYZ）[22]
- 小悪魔挑発ギャルW 百永さりな 木下ひまり（11月2日、MARRION）
- 素人ナンパでセンズリ鑑賞12 見るだけでいいんです! だからちょっと僕のチ●ポ見てもらえませんか?（11月2日、かぐや姫Pt/妄想族）
- 産婦人科痴漢!! 14 何も知らない若妻に治療と称して中出しまでっ!!（11月5日、LEO）
- 完全プライベート映像 ギャル変サイコーSSSスタイル人気娘 木下ひまりちゃんと初めての二人きりお泊まり 木下ひまり（11月9日、パコパコ団とゆかいな仲間たち/妄想族）
- まだAV2本目だけど熱烈レズ志願! 乳首でイっちゃう敏感美少女とベロキスまみれのイチャイチャレズえっち 真白みくる 木下ひまり（11月9日、ビビアン）
- 1人の少女が体験した、地獄の三日間。 祭壇の悪夢 ～緊縛仕込みの供物少女～ 木下ひまり（11月16日、無垢）
- 痴女ギャル鬼フェラごっくんで精子搾り取られた担任の僕 「おい! センコー アンタのチ●ポバカにしてアゲル」 木下ひまり 一色彩葉（11月16日、MOODYZ）
- 「おばさんの私が下着を盗まれるなんて…」5  自分を女として見てくれるというだけで人妻は発情してしまうので本当チョロい（11月16日、かぐや姫Pt/妄想族）
- 粘着ストーカーMの電車痴漢・自宅侵入記録＃42・43（12月2日、蜃気楼）
- 中年のオジサンを手玉に取る姉ギャルモデル ひまり25歳（12月7日、デジタルアーク）
- SNSヤリマン数珠繋ぎ 渋谷で出会う確率98％! ゴムしなくても中出ししても怒らない むしろ、鬼騎乗位の天才!! エロさS級脚長スレンダーギャル ひまり（12月7日、ナンパJAPAN）
- 乳首舐めベロちゅう手コキ（12月7日、グローリークエスト）
- ラッキーな胸チラを発見し、気づかれないように見てたけど、やっぱりバレてた?! 18 ～ヨガインストラクター編～（12月10日、LEO）
- 脳裏に連続再生される記憶でカラダが次第に堕ちてゆく… フラッシュバックレイプ 木下ひまり（12月14日、REAL）
- オナサポ!! 女子○生 着衣で全裸で挑発的ダンス（12月14日、かぐや姫Pt/妄想族）
- セクハラママさんバレー! 4 ハイレグブルマ姿の人妻10人が挑む過酷なエロトレーニング（12月14日、かぐや姫Pt/妄想族）
- 『お兄ちゃんいつまで我慢できるかな～?』 ヤリマン小悪魔義妹の凄テクを我慢出来たら童貞喪失! 生中出し放題!（12月14日、Hunter）
- 高身長美脚のS級美女が働く猥褻美容室 木下ひまり（12月16日、MAXING）
- 完全着衣 スイートルームアメイジング（12月21日、ミル）
- どエロ女優に丸投げ!! 夢の筆下ろしガチドキュメント はじめてはAV女優。 04（12月24日、プレステージ）
- ギャルになった幼なじみが突然家出してきたので、部屋に泊めたら筆おろしされてイチャラブハメしまくったある日の出来事 木下ひまり（12月28日、h.m.p DORAMA）
- オ・ン・ナ♀ざかり 木下ひまり（12月31日、ワープエンタテインメント）

- いじわるご奉仕 癒しの巨尻ソープ嬢 木下ひまり（1月4日、MARRION）
- 角オナニー 擦り付けたら止まらない 5 13人（1月4日、かぐや姫Pt/妄想族）
- 近親素股プレイでハプニング!! 妹とセックスの練習中に間違ってヌルンと挿入!! 6（1月7日、LEO）
- 私のカラダを求める妹は今日も笑顔でキスを貪る…。 没頭する濃厚接吻、肉欲剥き出し姉妹レズビアン絶頂 天然美月 木下ひまり（1月11日、ビビアン）
- 「もう1回みんなでエッチしよ!」 朝起きたら裸のクラスメイト女子たちがボクの部屋で雑魚寝状態! 早朝おかわりハーレム乱交で中出ししまくり!（1月11日、Hunter）
- 一滴も残さずゴクゴク精子を飲み干す美人部下。妻では味わえない最高の愛人との精飲生活 木下ひまり（1月18日、DEEP'S）
- 押しに弱いエステティシャンへハミ出し勃起チ○ポをアソコに押し当てパンツ越し先っぽグリグリ挿入! 欲しがるまで焦らしコスればナマSEXできちゃうのか? vol.3（1月18日、はじめ企画）
- 【個撮】どこでもフェラ 6 11人（1月18日、かぐや姫Pt/妄想族）
- 【酔いパコ殿堂入り】やっぱり泥酔娘が最強説! vol.1（1月18日、チキチキカマー/妄想族）
- RQ-クワッド痴女 アメイジング（1月18日、ミル）
- レズ専用マッチングアプリ ～出会ってすぐやりたがるヤリモクビアン達～（1月18日、U&K）
- 木下ひまり 7本番 × 4時間（2月1日、MAX-A）
- 素人娘の全裸図鑑 21 今時の女の子11名が恥らいながら脱衣していく様子をじっくり撮影した、変態紳士のためのヘアヌードコレクション（2月8日、かぐや姫Pt/妄想族）
- 木下ひまり × ボンテージQUEEN（2月16日、MAXING）
- Hileg Bitch Fetishism 高身長×美人×美尻×美脚 ハイレグビッチ 木下ひまり（2月22日、AVS collector’s）
- 才色兼備を極めた女神。木下ひまり ダスッ! 全作品8時間BEST（2月22日、ダスッ!）※単体ベスト
- 絶対本番出来る生中出し風俗嬢 木下ひまり（3月1日、MAX-A）
- 透けパンデカ尻妻の無自覚挑発に乗せられデカチン即ハメでイキ果てるまで鬼ピストンしまくって何回も中出しした。 木下ひまり（3月1日、LUNATICS）
- 美尻・巨尻美女の激イキ杭打ちピストンディルドオナニー 2（3月1日、OFFICE K’S）
- 「お口と膣にザーメン全部欲しいよぉ」 マッチングアプリで敏感男を探しては自宅に連れ込み巣ごもり性交! 濃厚ザーメン大好きな猥褻女子校生 木下ひまり（3月8日、宇宙企画）
- オナホ扱いされてもアソコはグショ濡れ!! 24時間呼べばいつでも来てセックスさせてくれる理想のタダマン女子 木下ひまり（3月8日、e-kiss）
- M男責め七変化痴女 木下ひまり（3月8日、犬/妄想族）
- 会社の飲み会で終電を逃した僕は女上司の誘惑に負けて愛妻を裏切り孕ませ社内不倫してしまった…。 木下ひまり（3月15日、溜池ゴロー）
- 誰も助けてくれない 長身美人OLが狙われた冷酷無比レ●プ 木下ひまり（3月16日、MAXING）
- 失禁するまでくすぐりしてみた 2（3月22日、SEX Agent/妄想族）
- 淫語で犯す自画撮り着衣痴女 アメイジング（3月22日、ミル）
- 柳井ひな レズ解禁 ～義理の姉に恋した私～ 柳井ひな 木下ひまり（3月24日、アイエナジー）
- 淫猥性交 木下ひまり（4月5日、MAX-A）
- あんなにお姉ちゃん子だったのに…～独身最後の温泉旅行で弟に犯される姉～ ひまり27歳（4月5日、GLAY'z）
- Ma○ko Device BondageXXV 鉄拘束マ○コ拷問 木下ひまり（4月5日、グローリークエスト）
- 出張J●スクールマッサージ～新人ちゃんは騙されやすい編～（4月5日、ロ●専科）
- ゾウさんパンツでフェラ11人 ブリーフの先っちょからチ●ポを引っ張り出して喉奥でグポグポする気持ちいいフェラチオ 6（4月5日、かぐや姫Pt/妄想族）
- 下着メーカーに就職したら男はボク1人でまわりはギャル女子社員だらけ!（4月5日、Hunter）
- 「どんなチ●ポもだ～い好き」 デカ尻 × 爆ヌキでオトコを連続射精させる攻撃的ギャルinヤリ部屋 木下ひまり（4月12日、Million）
- 全部クチだけで何度もイカせてあげる… 開始2分で玄関射精 即尺フェラデリヘル（4月12日、BAZOOKA）
- 全裸聖水飲ませ ～色んなシチュエーション女子のお小水編～（4月12日、犬/妄想族）
- 家事代行サービスで来た長身デカ尻妻の誘惑に我慢できずチ●ポを見せつけたら発情してしまい、それから毎日来ては搾精されまくっている 木下ひまり（4月19日、ミセスの素顔/エマニエル）
- おのぼりchan Vol.001（4月19日、素人まっちんぐEX/妄想族）
- 角オナニー 擦り付けたら止まらない 6 12人（4月19日、かぐや姫Pt/妄想族）
- 年下幼馴染の想いを中出しで受け止める、結婚を控えた隣の美尻お姉さん。 木下ひまり（4月26日、ダスッ!）
- 制服緊縛 伯父からのお仕置きは緊縛調教 木下ひまり（4月26日、AVS collector’s）
- ラブホ女子会に呼び出され朝までお泊り中出しさせられた僕 小悪魔女子二人に挟まれ甘サド淫語で痴女られる! 木下ひまり 森日向子（4月26日、痴女ヘブン）
- 女子大生デリヘル呼んだらやって来たのは幼馴染み 3 大人になったキミはえぐいほどエロいカラダになって… 何度も中出し杭打ちプレス!!（4月26日、MANIAC）
- あなたの初ヌード撮らせてください! 素人娘20人の全裸コレクション（5月1日、OFFICE K’S）
- ご褒美はお口でネおちんちんを舐めてしゃぶってイカせてくれるおしゃぶり大好きフェラビッチ!（5月3日、グローリークエスト）
- 聖水風俗ストリート 高身長トリオの最高コンビネーションでビチャビチャにぶっかけられる大放出SPECIAL 木下ひまり 森日向子 若宮はずき（5月10日、Million）
- 酔った親友の彼女を寝取ってハメまくった 木下ひまり（5月16日、MAXING）
- 濃厚親父 × 姉妹洗脳 私達、新しいお義父さんの性玩具。 木下ひまり 森日向子（5月17日、PREMIUM）
- アナル舐めさせド痴女OL 肛門クンニでむれたアナル味臭をなすりつけケツ穴ヒクヒク丸出しSEXでメス汁を降らし注ぐ高身長スレンダー美女（5月17日、DEEP'S）
- ハイレグスイートルーム アメイジング Vol.2（5月17日、ミル）
- アナル舐めてもいいですか? 6 お尻で悶絶する素人娘10人（5月17日、かぐや姫Pt/妄想族）
- ギャルになったお姉ちゃんに誘惑され、勃起をしてしまった僕は貪り尽くされながら筆おろしされた三日間。 木下ひまり（5月24日、ROYAL）
- アナルのシワの数までハッキリわかる! ノーモザイク連続絶頂アナル見せオナニー 10（5月26日、アイエナジー）
- えっ? 全員女性っ?! 薄着の引っ越し屋がデカ尻を目の前で振りまくって挑発するので我慢できずフル勃起!! バレないのを祈るしかないが無理っ!!（6月9日、LEO）
- 友だち同士の素人美少女2人が男を犯して狂わせる拘束スイートルーム!? 初めてのハーレム痴女プレイでM男くんいじめ! 身動き取れないデカチンをヌいてヌいてイカせまくる!（6月10日、赤面女子）
- 都合のいいスレンダー美乳の幼馴染。親友とのSEXを比較する度に虚しくボクのチ●ポは硬くなる。 木下ひまり（6月14日、ダスッ!）
- 最高の愛人と、昼顔レズビアン性交。 あかり（27歳）とひまり（25歳）編（6月14日、ビビアン）共演：新村あかり
- 「こんなところでゴメンなさい…。でも、もう我慢出来なかったの…」 トイレが故障で使えず膀胱限界の放尿婦人 36人（6月21日、アクアモール/エマニエル）
- 僕の家を溜まり場にしているサボり魔ギャル2人組がデカ尻杭打ち騎乗位で強制中出しさせるのにハマった。 木下ひまり 乙アリス（6月21日、E-BODY）
- 婚約者がいる憧れの女教師に身も心も寝取られ、雌イキまでさせられたボク。 木下ひまり（6月28日、ダスッ!）
- 放課後ラブホで生徒三人に痴女られ囲まれ、挟まれ、中出しさせられた担任教師の僕。 森日向子 木下ひまり 伊東める（6月28日、痴女ヘブン）◎
- 素人ヘアヌード大図鑑 ～進学校に通う女子学生編（6月28日、S級素人）
- 初めてのセンズリ鑑賞に興奮しちゃった素人娘（7月1日、OFFICE K’S）
- 女のイキツボ直撃レズエステ4 乳首いじりとこねくり責めで拒絶しながらも絶頂をくり返す未開発のカラダ（7月7日、ナチュラルハイ）
- 「君の我慢してる顔、大好きだよ。」 男を手玉に取り優越感に浸る痴女オフィスレディ 木下ひまり（7月12日、犬/妄想族）
- 素人娘の全裸図鑑 24 今時の女の子11名が恥らいながら脱衣していく様子をじっくり撮影した、変態紳士のためのヘアヌードコレクション（7月12日、かぐや姫Pt/妄想族）
- ぐにぐにズボッ! 「あれ? 挿っちゃいました?」 布1ミリの壁を突破! 紙パンツからハミ出た勃起チ○ポを下着に押し当てる小悪魔エステティシャンがいたんです!!（7月12日、Hunter）
- 絶対領域 逆ナン美少女ハーレム すべすべな可愛い娘の太ももに囲まれ! 挟まれ! 身動き出来ず、何度も射精させられる! 森日向子 松本いちか 花狩まい 木下ひまり（7月19日、MOODYZ）
- 親友対決! 固定ディルド腰ふり競争1000回ふらなきゃ帰れまセン!! 15（7月19日、はじめ企画）
- ガチイキ黒人解禁ワールドFUCK! 真夏の汗だくナマ中出しデカチン肉弾パーティー! 木下ひまり（8月2日、ワンズファクトリー）
- うちのこどおじは性欲モンスター ヤリマン生徒会長に何度射精させても収まらない勃起。 木下ひまり（8月9日、ダスッ!）
- これは無自覚!? それともワザと!!? どエロい隣人のタイトワンピからまさかの透けパン丸見え!! ちょ～ガン見しているのがバレてしまったボクは、性欲剥き出しの美尻レディに痴女られる超ラッキー(!?)展開に!!（8月9日、SCOOP）
- CFNM焦らし痴女RQ 木下ひまり 穂花あいり（8月16日、ミル）
- 復活!! 2周年記念 桃園怜奈 最初で最後のレズ解禁 女だらけの大乱交スペシャル! 桃園怜奈 木下ひまり 八乃つばさ 浜崎真緒（8月16日、Fitch）
- アナル舐めてもいいですか? 7 お尻で悶絶する素人娘10人（8月16日、かぐや姫Pt/妄想族）
- 素人ヘアヌード大図鑑 ～真夏の水着ギャル in 湘南編（8月23日、S級素人）
- 残業中、2人きりの社内で大嫌いな独身中年デカチン上司のセクハラ絶倫SEXにハマり過ぎて死ぬほどイカされ膣堕ちしたピタパンデカ尻OL 木下ひまり（9月6日、LUNATICS）
- 【美脚エロ動画】 手脚の長いイマドキ体型女子限定! スレンダー女子と中出しSEX4時間21発!（9月6日、ナンパJAPAN）
- おマ●コとアナルがハッキリ見える 4 素人娘の超接写オナニー 11人（9月6日、かぐや姫Pt/妄想族）
- ミニスカJ○痴漢 4 短いスカートをめくってバックから犯りまくれ!（9月8日、ナチュラルハイ）
- パコ撮り No.64 ルーズソックスが似合う脚長美人J●に2回中出し! お掃除フェラから再勃起して口内発射したら「出し過ぎじゃない?」と笑われた…（9月12日、First Star）
- 彼女の妹がホ別3の裏垢女子だと知った僕は、弱味を握ってセフレにさせた。 木下ひまり（9月13日、ダスッ!）
- 新・世界一ザーメンを大量に発射する男の超ぶっかけSEX 木下ひまり（9月13日、ROOKIE）
- デカ尻マン開! 細長い美脚で淫語挑発する高身長ビッチ美女の美ケツとセックス 木下ひまり（9月20日、MARRION）
- ひまりが私の好きな男と結ばれるなんて超ムカつくッ! だから… 結婚前中出しレ×プしてもらったんだ… 木下ひまり 浜崎真緒（9月20日、MOODYZ）
- 挑発ボディコン痴女 木下ひまり 菊池まや（9月20日、ミル）
- W聖水痴女 ひまり りな（9月20日、グローリークエスト）
- トリプル痴女教師ハーレム 欲求不満センセイたちに愛されすぎて3点責めで何度も中出しさせられる! 尾崎えりか 波多野結衣 木下ひまり（9月20日、PREMIUM）◎
- 塩対応パ●活超生意気少女を徹底的に理解らせた 円ギャル2名（9月23日、赤面女子）
- HYPER FETISH 誘惑バニーガールはドスケベ小悪魔痴女 木下ひまり（9月27日、デジタルアーク）
- あなたのチ●ポ洗います。7 素人アルバイト8人（10月11日、かぐや姫Pt/妄想族）
- 父親の再婚で突然できたナマイキなデカ尻ネオギャル姉の無自覚挑発パンチラに我慢できず勇気を出して全力即ハメ童貞ピストンで何度も中出しした。 木下ひまり（10月4日、LUNATICS）
- 「私、優等生から卒業します! ヘンタイ生徒会長だけど、末永く応援してね」 生徒会長は真性露出狂 木下ひまり（10月4日、山と空/妄想族）
- 入院中にオナニーしようとしたらナースが邪魔しに来る!? 金玉パンパン、我慢させられ、食べ頃になった俺のチ○ポ。デカ尻で誘惑して、パクッと食べて大量ザーメン発射に歓喜のエロナース!! 2（10月6日、SWITCH）
- 拘束絶頂 ～身動きが取れない状況で痙攣イキするえっちなオマ○コ 木下ひまり（10月16日、MAXING）
- 悪徳ゲス老人のSNS癒しギャルハンティング 木下ひまり（10月18日、グローリークエスト）
- 制服美少女が乳首をクリクリ責めながらおち●ぽを強制射精させる痴女ヌキ 美少女6人 完全撮り卸し140分（10月18日、無垢）
- 由良かな レズ解禁 ～兄嫁に心奪われた私～ 由良かな 木下ひまり（10月20日、アイエナジー）
- デカ尻特化。スレンダー巨尻秘書の甘い誘惑杭打ち騎乗位。 木下ひまり（10月25日、ダスッ!）[23]
- 美少女暗殺者ヨ●×凌辱集団輪姦中出しファック×10連続大量ザーメンぶっかけ ひまり（10月28日、TMA）
- 親友レズビアン ～先輩の彼女になりたい! おしかけ同棲ビアン～ 木下ひまり 弥生みづき（11月1日、U&K）
- 30th Anniversary project MAX GIRLS 2022 Vol.3（11月1日、MAX-A）
- 素人娘の全裸大図鑑 8 5時間31人増刊号 今時の女の子が恥じらいながら脱衣していくヘアヌードコレクション（11月8日、かぐや姫Pt/妄想族）
- 過激すぎる家出美少女と性交。05 8名240分（11月8日、S級素人）
- 帰してほしかったらデカ尻突き出せよ 問題児な万引き息子のためコンビニに謝罪にいった美人妻が謝罪土下座バックピストンで何発ヤっても帰してくれない追姦中出しレ●プ 木下ひまり（11月15日、MOODYZ）
- 【シコり過ぎ注意】ちょろまんギャルのパコパコフレンド ひまたん 木下ひまり（11月15日、チキチキカマー/妄想族）
- ラッキーな胸チラを発見し、気づかれないように見てたけど、やっぱりバレてた?!  22 ～隣に引っ越してきたお姉さん編～（11月15日、LEO）
- 一般男女モニタリングAV 女子大生の姉と弟がドキドキ24時間ルーレット生活に挑戦! 2回して的中した過激なエロミッションを実行した姉弟の仲は急接近! 性欲が抑えられない弟に迫られた姉はオマ○コを濡らして我慢できずに生ハメセックス! 禁断の近親相姦中出しは1発限りでは収まらない! 射精計17発!（11月15日、DEEP'S）
- 着衣! 鬼突きオナニー アメイジング（11月15日、ミル）
- 素人なのにディルドオナニーで激しく感じちゃう一般人娘 10（11月15日、かぐや姫Pt/妄想族）
- 【人格崩壊】大嫌いな元カレに媚薬を盛られた彼女は、カラダを震わせヨダレに精子まみれ。キメセク華奢エビ反り絶頂 木下ひまり（11月22日、ダスッ!）
- 優等生J系は、露出狂ド変態 自撮り露出してエロ妄想が止められず興奮する裏垢美少女を見つけたので…（12月6日、FunCity/妄想族）
- 素人娘の全裸図鑑 27  今時の女の子13名が恥らいながら脱衣していく様子をじっくり撮影した、変態紳士のためのヘアヌードコレクション（12月6日、かぐや姫Pt/妄想族）
- 天使みたいに優しくて可愛いナースさん! 「あなたの自宅で早漏に悩む童貞君の暴発改善のお手伝いしてくれませんか?」 男性器なれしているようで意外とウブな看護師さんが早漏すぎる童貞君にムラムラ膣キュンしちゃって生中出し筆おろしSPECIAL!（12月9日、赤面女子）
- 【9頭身セレブ一家娘の神スタイル制服ご息女】顔クビレ美脚完璧ボディの上級マ●コ野外丸出し露出で羞恥絶頂【中年チ●ポで口＆膣奥デカチンぼこ突き】で快楽支配され過呼吸イキまくるワガママお嬢様を子宮内まで精子漬けする6P大乱交（12月13日、同人AV倶楽部/妄想族）

- 抜いたザーメンをローション代わりに追撃シコシコする手コキマニアの淫魔美女（1月3日、グローリークエスト）
- 相席居酒屋でナンパした仲良し2人組をお持ち帰り。コソコソHしていると隣の部屋にいるガードの堅い女友達はヤラせてくれるか 其の33（1月3日、変態紳士倶楽部）
- おバカだけど、エロ偏差値は天才級。えっちが大好き黒ギャルひまりちゃん。 木下ひまり（1月10日、ダスッ!）
- 僕達はセックスするだけの関係だった。お互い好きって告白すると関係が終わってしまいそうで言えないままセフレになっている。 木下ひまり（1月13日、h.m.p）
- ハメ撮り温泉 満たし満たされ大絶頂な美女4人SP（1月15日、ピーターズMAX）
- ハイレグレースクイーン MAXアメイジング（1月17日、ミル）
- 夜遊び尻GIRL Vol.01（1月24日、バビロン/妄想族）
- 痴漢師にパンストの中で手マンされ濡れシミができるほどイキ潮を吹きまくる美脚女 6（1月26日、ナチュラルハイ）
- 近親相姦 撮り下ろし10時間! 最愛の妹8人! 私生活3ヶ月間を密着盗撮! 中出し睡眠姦までしちゃいましたSP（1月27日、赤面女子）
- MM号特別編 ハーレム逆3P凄テク対決!! 「私のSEXの方が気持ちいいでしょ?」 人気AV女優が童貞くんのチ○ポを奪い合う筆おろしバトル! in ザ・マジックミラー（2月7日、DEEP'S）
- オモチャが取れなくなった妹がおま●こトラブル!! 手マンで取ろうとしたら絶頂しまくってガックガク!? 兄のチ●ポを挿れた瞬間激イキ!! オモチャと一緒に理性も飛んでどっぷり生中出し!!（2月14日、SCOOP）
- アナルのシワの数までハッキリわかる! ノーモザイク連続絶頂アナル見せオナニー 14（2月23日、アイエナジー）
- 美尻と魔性の微笑みで僕を誘惑する人妻パーソナルトレーナー 逆NTR 木下ひまり（2月28日、マドンナ）
- 美少女ヌード観察50人（2月28日、UMANAMI）
- 素人トーキョー No.13 円光女子校生に生ハメ中出し!（2月28日、素人トーキョーH.S./妄想族）
- 「見せてあげようか? じゃ～ん! 残念! 乳首は見せません! www」泡風呂でおっぱいギリ見せ! 大人の女性に成長した姪っ子三姉妹が泡風呂で大ハシャギ! 大人のボクをからかうのでお仕置き中出し夜這い!（3月14日、Hunter）
- 玉が空っぽになるまで精液を搾りとる! 出張オイルマッサージ 木下ひまり（3月20日、プラネットプラス/七狗留）
- マスク女子の卑猥なフェラチオ素人娘 3  12人（3月21日、かぐや姫Pt/妄想族）
- 【シコり過ぎ注意】 個撮! ドスケベ娘! 巨乳! 肉尻! ギャル! 中出し! ハメ撮り! フル勃起で金玉カラッポ250分!（3月21日、チキチキカマー/妄想族）
- いつか目の前の貴女に想いが届くまで 木下ひまり 斎藤あみり（3月28日、ダスッ!）
- 種付け中毒肉オナホCA フライト後の孕ませご奉仕係 木下ひまり（4月4日、MOODYZ）
- THE ドキュメント 本能丸出しでする絶頂SEX 綺麗なお姉さんが欲望剥き出し激熱ハメ狂い 木下ひまり（4月4日、美人魔女/エマニエル）
- 美脚お姉さん集団に囲まれて遊ばれた僕。 ハーレムM男狩り中出しスペシャル! 木下ひまり 香椎花乃 森日向子（4月4日、MOODYZ）
- 夜遊び尻GIRL Vol.02（4月4日、バビロン/妄想族）
- 対戦相手は巨根AV男優!? 罰ゲームは即ハメ生中出し! かわいすぎるシロウト女子大生が必死にイキ耐える 凄いテク我慢ゲームにチャレンジ! 5（4月6日、アイエナジー）
- 制服少女レズ痴漢 疼く身体を卑猥な手つきで病みつきになるほど敏感開発されて…。 都崎あやめ 木下ひまり（4月11日、ビビアン）
- おもらしパンティ 大量ぶっかけ聖水手コキ（4月11日、犬/妄想族）
- 「ずっと私と一緒にいてね」 メンヘラだけど可愛すぎるOLに飼育されているボク。彼女の言うことは絶対! オナニーや他の男とのエッチを見させられたり、フラれたらエッチを求めてきたり…。正直面倒なことも多いけど、嫌な顔をすると悲しまれるのでしばらくはここでお世話になります。（4月11日、Hunter）
- アナルのシワの数までハッキリわかる! ノーモザイク連続絶頂アナル見せオナニー 15（4月20日、アイエナジー）
- えっ嘘だろ!? この状況ヤバ過ぎる「ラッキー!」 お姉ちゃんの身体が堪らなくエロ過ぎる! 姉誘惑中出し性交4時間（5月5日、GLAY'z）
- MILU - アメイジング 木下ひまり + Frineds（5月16日、ミル）
- AV女優 木下ひまり ERO Vlog クズ男たちの肉便器となって弄ばれた胸糞配信（5月16日、ドグマ）
- トリプル痴女ナースハーレム 欲求不満な看護師の3点責めコンビネーションで何度も何度も中出しさせられる! 西野絵美 木下ひまり 波多野結衣（5月16日、PREMIUM）
- ごっくん大好き! タダまんドスケベ女子!! 木下ひまり（5月20日、プラネットプラス/七狗留）
- 股間まで3cm! シックスナイン施術でアソコの熱気が伝わるほど顔ギリギリに近づけ誘惑する確信犯メンエス嬢 VOL.1（5月25日、DANDY）
- 木下ひまりの凄テクを我慢できれば生★中出しSEX!（6月6日、ワンズファクトリー）
- 刑期を終えた強姦魔が10年ぶりに女を犯した日。 木下ひまり（6月6日、アタッカーズ）
- ※この女、待ち合わせした1分25秒後にはち○こをしゃぶってます。激カワ属アシナガ料 超高スペック女子（6月6日、こぐま/妄想族）
- 文京区にある女教師が通う整体セラピー治療院 36（6月6日、変態紳士倶楽部）
- 隠れ家エステあわよくば…ひまりさん 木下ひまり（6月8日、BOTAN）
- 入院生活が長すぎて無防備な新人ナースのぱつぱつスケパン尻で毎日勃起してしまう僕 3（6月15日、LEO）
- UNION 木下ひまり COLLECTION（6月16日、MAXING）※単体ベスト
- 【パコパコ動画】このイチャラブカップル! エロ過ぎて無理 www 木下ひまり（6月20日、チキチキカマー/妄想族）
- 本格SM解禁!! 木下ひまりが奴隷調教でマゾ覚醒!!（6月20日、グローリークエスト）
- 欲求不満な女上司は僕に襲ってほしいらしくあの手この手で誘惑してくるが、超奥手の僕は何もできず、結局いつもキレられながら逆レ搾精される 木下ひまり（6月20日、ミセスの素顔/エマニエル）
- 170cm高身長女子バレー部がまさかの全員ドスケベ。 汗の匂いが香る部活女子達が肉食痴女責めハーレム逆4P 木下ひまり 入間茜 滝ゆいな（6月20日、無垢）
- ハーレム中出し痴女エステで何度も何度も射精させられた僕 尾崎えりか 斎藤あみり 木下ひまり 香椎花乃（6月20日、MOODYZ）
- 外回りで湿った黒パンストOL専門 固定ディルド腰ふり羞恥ゲーム ジワジワとサイズが大きくなっていく障害物レース悶絶アクメ! 制限時間内にゴールできなかったら即ハメ中出し罰ゲーム!（6月20日、はじめ企画）
- 木下ひまり 8時間BEST（6月20日、MOODYZ）※単体ベスト
- セクハラママさんバレー! 6  ハイレグブルマ姿の人妻11人が挑む過酷なエロトレーニング（6月27日、かぐや姫Pt/妄想族）
- 彼女のお姉さんたちが逆3P挟み撃ちでチ○ポを奪い合いハーレム中出しさせられまくった僕。 木下ひまり 森日向子（7月4日、MOODYZ）
- 素人娘の全裸図鑑 31  今時の女の子12名が恥らいながら脱衣していく様子をじっくり撮影した、変態紳士のためのヘアヌードコレクション（7月18日、かぐや姫Pt/妄想族）
- 引っ越しの挨拶に行ったお隣は小悪魔ギャル姉妹。ドMな僕を毎日呼び出しW杭打ちW挟み撃ちW中出しヤリタイ放題! 木下ひまり 森日向子（7月18日、kira☆kira）
- 監禁! 拷問! 調教! 絶叫! 絶頂! 強制絶頂絶叫拷問調教 哀しきエリート麻薬捜査官 無限淫乱憑依する鍛え抜かれた肉体 木下ひまり（7月25日、AVS collector’s）
- 清楚系エロギャップ最強説! 酒はガソリン?! 性欲大炎上!! むっつりスケベな女子アナ系美人と全力SEX。（7月28日、MBM）
- スケベ姪っ子にスカートもぐりクンニされ夫がいる至近距離でイってしまった叔母さんはレズられても拒めない 2（8月10日、ナチュラルハイ）
- 相性抜群だったけど本番せずに終えた二人は別れ際の濃厚キスで燃え上がる! 『次いつ会えるかわからないから… どうしても今スグしたいの!』 デリヘル嬢との帰り際に求めあうルール破り時短SEX VOL.3（8月10日、DANDY）
- トリプル逆バニー風俗マンション 中出し放題! 追撃男潮! チ○ポバカになるまで精子搾られる! 木下ひまり 浜崎真緒 波多野結衣（8月15日、PREMIUM）
- 超優良、リピート確実! 高身長美脚美女がおもてなす Special風俗♡ 木下ひまり（8月16日、MAXING）
- まるっと! 花沢ひまり（8月20日、プラネットプラス）※単体ベスト
- マスク女子の卑猥なフェラチオ素人娘 4  11人（8月22日、かぐや姫Pt/妄想族）
- 呼び出されるのは、いつも決まって昼休み。なのに… 射精は9時間後。しかもそれから直後責め。そして結局、連射セックス 木下ひまり（9月1日、ワープエンタテインメント）
- 発禁 20 美尻トレーナー 杏奈 (27)（9月1日、ワープエンタテインメント）
- 恋人いちゃラブドキュメント 最強スタイル小悪魔甘えんぼ娘 木下ひまりちゃんと1日イチャイチャデート（9月5日、パコパコ団とゆかいな仲間たち/妄想族）
- 【25周年SP】シン・SEXのハードルが異常に低い世界（9月5日、DEEP'S）
- ベロ長プロキス講師たちがひとりひとりに‘もっっと‘舐めずり個別指導 ベロキス予備校ゼミナール 2限目（9月7日、SODクリエイト）
- W囁き淫語でねっちょり優しく絶頂へ誘うレズビアン痴女ハーレム 伊織ひなの 木下ひまり 樋口みつは（9月12日、ビビアン）
- オチ●ポ大好き美少女たちといきなり即ハメヌキサシバッチリ生中出しSEX Vol.003（9月12日、BAZOOKA）
- とある男の秘録集 05（9月12日、ティーチャー/妄想族）
- 素人ナンパでセンズリ鑑賞 16  見るだけでいいんです! だからちょっと僕のチ●ポ見てもらえませんか?（9月12日、かぐや姫Pt/妄想族）
- 限界突破! 媚薬で引き出す最高潮キメセクFUCK 木下ひまり（9月16日、MAXING）
- デブから始めるステキな日常 ～実写版～ デブの俺がエロをご褒美にダイエットさせられ高身長ギャル達と筆おろしハーレムできた話（9月19日、E-BODY）
- 最高にヌける激かわ制服美少女とハメまくりイチャラブSEX 精子出しきるまでパコる超濃厚種付け 美少女2名。大量中出し、ハメ撮り、フェラ顔もイキ顔も最高 (MUCD-290)（9月19日、無垢）
- 170cm高身長生ハメ大好きアパレル店員 ひまり (23)（9月27日、First Star）
- オモチャにしすぎて夫をブッ壊してしまったSっ気が強すぎる人妻 木下ひまり（9月30日、マザー）
- 一般男女モニタリングAV 美脚キャビンアテンダント仲良し2人組が初めての性感5点責めに挑戦! ベロチューされながら両乳首イジられ睾丸揉みで我慢汁ダラダラのチ○ポを寸止め責め! 悶える男の反応に痴女心が芽生えたCAたちが雑魚チ○ポを次から次へと連続抜き! チ○ポ10本! 射精22発! 初回拡大スペシャル!!（10月3日、DEEP'S）
- 『オマエ童貞? マジうける! ナニ落ち込んでんだよ!』『面白そうだからヤラセてやるよ!』義姉はボクが苦手なギャル!（10月10日、Hunter）
- 素人ガチレズビアンCHLOEのAV女優狩り（10月12日、ROCKET）
- 仕組まれた相部屋レズ 上司と部下の関係からご主人様と奴隷の絶対服従にまで百合堕ちしたペット化レズビアン 森沢かな 木下ひまり（10月31日、ビビアン）
- 勝てば100万円! 負けたら即ハメブレイクショット! 同僚同士の美脚OLがエロビリヤード対決! 球を撞いてデカチンに突かれて同僚の目の前でオマ○コホールに生中出し!（11月7日、DEEP'S）
- 吸引力抜群のザーメン姉さんたちヌキテクで昇天!! 最強痴女Wフェラ＆W手コキの極!!（11月9日、LEO）
- 酔っ払った美人女子社員とまさかのホテルで相部屋に… 4時間 01（11月14日、BAZOOKA）
- 完全着衣 WコスプレFUCK 木下ひまり 新山ちなつ（11月21日、ミル）
- DAS1 GIRLS MEMORIES 木下ひまり 2nd BEST（11月28日、ダスッ!）※単体ベスト
- 産婦人科痴漢乳がん触診編 17人（12月7日、LEO）
- だれとでも定額挿れ放題 トレーニングジム編 月々定額料金さえ支払えば、女性トレーナー、女性客、受付嬢、誰でも挿れ放題!（12月12日、Hunter）
- 色白デカ尻の家事代行おばさんに即ハメ！デカチンの虜になった人妻が翌日勝手に押しかけてきたので満足するまで何度も中出ししてあげた 28 木下ひまり（12月19日、DEEP'S）
- 完全着衣 コスプレFUCK 木下ひまり（12月19日、ミル）
- 【個撮】どこでもフェラ13 11人（12月19日、かぐや姫Pt/妄想族）
- スーパーモデルになる為に 「ランウェイでは絶対にモデルウォークで優雅に」漏らしても痙攣しても、 平然と歩き続けます（12月21日、SHIGEKI）
- 木下ひまり Complete Best 8時間2枚組（12月22日、h.m.p）※単体ベスト

- 給料UPのため… 大嫌いな院長の乳首クリクリ開発でチクイキ失禁させられた薄給ナースのワタシ… 木下ひまり（2月6日、MOODYZ）
- スタイル良すぎて話題の巨乳JD。女の子と初めてエッチする。 初めてのレズエッチの相手は木下ひまりできまり 内田すみれ 木下ひまり（2月13日、ビビアン）
- 唾液ダラダラのとろけるベロキスと寸止め生殺し射精コントロール 木下ひまり（2月16日、MAXING）
- デカ尻見せつけ誘惑メンズエステ 木下ひまり（3月1日、ワープエンタテインメント）
- 仕事もSEXもできない童貞社員の僕が今日も残業してたら… 社内みんなの憧れシゴデキOLに眠剤飲まされ逆●●●いつのまにか筆おろしされてた夢のような話（3月1日、ゲッツ!!）
- 通り魔レイプ 拉致監禁された受付嬢。記録映像流出。 木下ひまり（3月5日、アタッカーズ）
- 持ち帰り眠姦キメセク薬恋堕ち 大嫌いなセクハラ上司に媚薬軟禁され性処理専用OL化 木下ひまり（3月5日、山と空/妄想族）
- ポッチンヨガインストラクター総勢17人大胆なポーズで胸チラ横チラ谷間チラっ!!（3月7日、LEO）
- 七瀬アリス、レズ解禁スペシャル。with 木下ひまり（3月12日、ダスッ!）
- 30日間の禁欲の果てに、本能剥き出しのニューハーフレズビアンSEX! 平手志帆梨 木下ひまり（3月12日、グローリークエスト）
- 玄関先で毎日3分間不倫! 旦那が出かけた後、隣の奥さんと玄関先で3分間だけ濃厚な浮気してます! 毎日しています。でも結局それだけでは満足できず…。（3月12日、Hunter）
- 顔出しMM号 水泳部限定 ザ・マジックミラー 競泳水着編 デカ尻女子大生が先っぽ1cm挿入のディルド空気イスに挑戦! 寸止めに耐えきれずに一気に奥まで挿入でビクンビクン大絶頂! 大量潮吹きしながら腰振りイキが止まらない!!（3月19日、DEEP'S）
- 義姉2人がボクの奪い合い! 「どっちとエッチしたい? 私の方がエッチなの! 見て…」 ボクの目の前で見せつけレズ開始! ボクは我慢できなくなり…（3月26日、Hunter）
- いろいろなデニール数の黒タイツに挟まれたい… 踏まれたい… 絞められたい…  黒タイツ女教師脚ロック逆3P 木下ひまり 森日向子（4月2日、DEEP'S）
- 乳首こねくりマッサージNTR 妻が至近距離にいるのに乳首責めで感度高められこっそりハメて何度も中出しさせる痴女エステティシャンの実態を隠し撮り（4月2日、変態紳士倶楽部）
- モデル級美女、初めての レズ作品。 夏木りん 木下ひまり（4月9日、ビビアン）
- 危険日直撃!! 子作りできるソープランド 51 木下ひまり（4月11日、Mr.michiru）
- 会社の給料じゃ足りないと嘆く女上司に冗談のつもりでフェラ抜きバイトを持ち掛けてみたらまさかの契約成立で追加で払えばセックスまでさせてくれた!（4月11日、LEO）
- 旦那の不在中を狙ってデカ尻人妻の自宅に突撃どっきり! Tバック奥さん固定バイブDEドミノ倒し 制限時間内に並べてドミノ倒せたら100万円! チャレンジ失敗で即ハメ中出し罰ゲーム! 3（4月16日、はじめ企画）
- 黒パンスト直履きCA固定バイブ拘束脱出ゲーム 客室乗務員に危機管理講習と称して手足拘束されたまま固定バイブ鍵探しミッション! 制限時間オーバーでガニ股手足縛り即ズボ中出し罰ゲーム（4月16日、はじめ企画）
- 媚薬に堕ちた美脚捜査官。脚ガクブル震わせ突き上げピストンでザコ共に15発も犯されたワタシ…。 木下ひまり（5月7日、MOODYZ）
- 一流体育大学併設 競泳アスリートばかりを狙うスポーツトレーナー整体治療院 17（5月7日、変態紳士倶楽部）
- 一般男女モニタリングAV 黒パンストの美脚キャビンアテンダントが‘常に乳首責め! スパイダー騎乗位’で童貞筆おろしに挑戦! 敏感な両乳首をいじられ / 舐められ / 吸い付かれながらの抜かずの連続中出しSEX! 4組合計16発（5月7日、DEEP'S）
- 尻も胸もデカい成長期娘 02（5月14日、BAZOOKA））
- 結婚報告をするため帰省した3日間、屈強な兄たちの嫉妬デカチンに何度も犯され寝取られていく最愛の花嫁を見てしまったボク… 木下ひまり（5月21日、MOODYZ）
- オジサンの事を見下している生意気な少女達を理解らせWレ×プ ひまり すみれ（5月21日、無垢）
- 【神ギャル殿堂入り】ギャルがやっぱり最強説! vol.8（5月21日、チキチキカマー/妄想族）
- 口止めがわりの逆3P! 同期の女子社員たちが残業中のオフィスでレズセックスに夢中になっているのを見てしまったボク（5月28日、Hunter）
- オフィス輪姦 犯されるための出社 木下ひまり（6月4日、アタッカーズ）
- 再会した同級生に学生時代の恋心を未練たっぷり押し付けられて敏感巨乳を責められ理性ぶっ飛ぶほど痴女られ続けたレズビアン免許合宿。椿りか 木下ひまり（6月11日、ビビアン）
- 上は制服 下は黒タイツ 永遠に見ていたい! スラリとした美脚、マンすじセンターシーム、ムレムレ足裏に思わず股間が熱くなる!（6月4日、DEEP'S）
- 美脚キャビンアテンダントだけを狙う大手航空会社専門 追撃ピストンマッサージ 9（6月4日、変態紳士倶楽部）
- 高シコリティー即ハボレイヤー 洗脳キメセク従順セフレ化こすパコ5連発! vol.4（6月11日、ボニータ/妄想族）
- 舞ワイフ ～セレブ倶楽部～ 183（6月20日、AROUND）※「木下凛」名義　他出演：星空めい（「川口芽衣」名義）
- ボーイッシュで男友達みたいな女子は想像以上の大人下着とむっちむち爆尻ナイスボディ 木下ひまり（6月25日、ROYAL）
- リピーター続出! お触りNGなのにお願いされたら断れない新人エステ嬢は立ちバックで生挿入! 足がガクブル痙攣イキ! 4（6月25日、Hunter）
- カースト最上位の生徒会をわからせチン堕ち制裁!! 尾崎えりか 木下ひまり 沙月恵奈（6月28日、TMA）
- マッサージの練習台になったばっかりに… 婚約者のキモ兄にイカされ寝取られたワタシ 木下ひまり（7月2日、DEEP'S）
- AV女優が完全に「素」のプライベート状態、木下ひまりをハメドリッ!（7月2日、MAX-A）
- 肉堕ち尻Bitch! 木下ひまり / 美丘さとみ (DFDM-046)（7月5日、ワープエンタテインメント）
- わりきりでいいよね? 01（7月5日、ONE MORE）
- 恥辱、陵辱、とびっこ装着・繁華街デート! 20 木下ひまり（7月9日、セレブの友）
- 母同伴でやって来たチビっ子がエステ嬢の言いなり! ワレメもカワイイ乳首もいじられ敏感イキまくりボディに! 更に追い打ちデカチン責めでイカされ続けてイキ狂う!（7月9日、Hunter）
- 熟女連れ込み! 他人棒と遊ぶ人妻 盗撮ドキュメントのすべて 51 美脚長身妻たちの年下可愛がりワイセツ編（7月9日、熟女プライベート/熟女卍）
- エロ過ぎる家事代行サービス（ロイヤルクラス）ハイレベル美人スタッフの四つん這いスケパン尻がヤバすぎて年間契約確定!!（7月11日、LEO）
- パコログすきぴ 木下ひまり（7月16日、チキチキカマー/妄想族）
- アナウンサー志望の名門校女子大生限定! 「女子アナはどんな状況下でも原稿を読めるはず!?」 固定バイブ淫語ニュース超過激リポート 6 イタズラ妨害に屈せず原稿読み終えたら100万円! 途中で断念したら即ハメ中出し罰ゲーム!（7月16日、はじめ企画）
- 部屋結界 ～おはよう諸君。ここがボクの性処理オフィスルーム…イヒ!～ この社員たちが今日も一日元気に肉便器業務に励んでくれるのだ… 尾崎えりか 七瀬シノン 木下ひまり（7月25日、SODクリエイト）
- パクっとしたいな いけない放課後 Episode3 feat.FALENOTUBE（7月25日、FALENO TUBE）
- 【暴発体験談】妹の友人・ひまりさんのエステ研修（ブラジリアンワックス）で、風俗ではない真っ当なエステにも関らず、早漏敏感な私はうっかり勃起してことごとくお漏らしルーインド射精してしまった話をご紹介。 木下ひまり（8月6日、グローリークエスト）
- 泡姫桃源郷 幼さと美しさを兼ね備えた超美女ソープ嬢に生中出し 木下ひまり（8月6日、MAX-A）
- チ○ポ狩りシスター ザー汁の射精管理をして男を弄ぶエロビッチ姉妹 木下ひまり 有岡みう（8月13日、AVS collector’s）
- 女性を虜にする魅惑の真正レズビアン美女 木下ひまり PREMIUM LESBIAN BEST 4時間（8月13日、ビビアン）※単体ベスト
- 美・レズビアン ～魅惑のランジェリーラブセックス～ 通野未帆 木下ひまり（8月20日、U&K）
- 月に一度の危険日に生でセックスしまくる 016 ひまり（8月20日、deep/妄想族）
- 木下ひまり BEST Vol.1（8月20日、グローリークエスト）※単体ベスト
- この狭い世界から解き放って、剥き出しの私を抱きしめて。 二葉エマ 木下ひまり（8月27日、ダスッ!）
- 酔うとヤリマンになるCAに美脚黒タイツ挟み撃ちロック & ベロチュウ体位で出張不倫フライト 森日向子 木下ひまり（8月27日、痴女ヘブン）
- オトナ美スタイル女子に出会える! b噂の高層階BARラウンジ エッグい腰振り騎乗位でナマ5射精中出しSEX（9月3日、NPJ）
- 隠れ家宿で野外露出デート2（9月10日、セレブの友）
- 夫の部下に言い寄られ…自宅で裏切りのNTR（9月16日、マキシング）
- 【不動産AV】デカい尻 部屋の内見に付き合ってくれた人妻OLのデカケツを密室で揉みしだいて生ハメ中出し（9月17日、ミセスの素顔/エマニエル）
- 十年ぶりに再会した清楚だった同級生は色気漂う淫乱女に変貌していた! （9月20日、プラネットプラス）
- 凄テクで男を飼い慣らす女はこの世に存在する3（10月8日、セレブの友）
- オナサポ!! 女子○生 着衣で全裸で挑発的ダンス 8（10月8日、かぐや姫Pt/妄想族）
- いつかは手に入れてみたい女! 木下ひまり240分（10月15日、マザー）※『借金を肩代わりしてくれた夫の親友に寝取られた奥様』『オモチャにしすぎて夫をブッ壊してしまったSっ気が強すぎる人妻』の2作を完全収録
- Wアナル見せつけメンズエステ 常時尻穴丸見え体位で身動きできずに10発搾り取られたボク（10月15日、ムーディーズ）
- 美脚CA痴女ハーレム 高身長お姉さんのスベスベ黒タイツ責めでチ○ポバカになるまでイカされまくったボク。（10月15日、プレミアム）
- イッた直後の感度100％のおま○こを更にメッタ突き無限ループピストン（10月16日、マキシング）
- 朝がくるまで射精させる種搾りプレス（10月22日、痴女ヘブン）
- どこでもおしっこ! 素人娘の大放尿25人 スロー再生でじっくり鑑賞できるマニア向け映像 10（10月22日、かぐや姫Pt/妄想族）
- 木下ひまり 濡れてテカってピッタリ密着 神競泳水着 可愛い女子の競泳水着姿をじっとりと堪能！着替え盗撮から始まり貧乳から巨乳にパイパン、ハミ毛、ジョリワキ等のフェチ接写やローションソーププレイや競泳水着ぶっかけ等を完全着衣で楽しむAV（10月24日、親父の個撮）
- おま●この形状まるわかり! 薄いパンツの上からマン汁ぬるぬる透けオナニー 13（11月19日、かぐや姫Pt/妄想族）
- 兄の出張中に痴女義姉さんに翻弄される僕（11月20日、プラネットプラス）
- 唾液天国（11月21日、レイディックス）
- シコられ願望が収まらない人妻の尻誘惑（11月22日、h.m.p）
- 危険なワナに嵌ってしまう高級ラウンジ嬢ひまり 騙し騙され喰うか喰われるかの女と男（11月26日、AVS collector’s）
- カメラの前でおしっこする女 5（11月26日、グローリークエスト）
- 地獄のディープ・オーガズム 残酷淫堕ヒロイン LEVEL-01: 可憐なる剛腕エリート・フォースの陥落（11月26日、BabyEntertainment）
- ダイナミックなM字開脚で男狂わせるスレンダーボディ（11月26日、セレブの友）
- ゴム手袋図鑑01 ・フェラ・手コキ・素人女子10名（12月6日、ワープエンタテインメント）
- 汗ダクとスッピン 汗と汁で濡れるオンナは最高にエロい。 美女とオジサンの肉欲没頭SEX（12月10日、ROOKIE）
- マジックミラーNTRエステ 隣で美乳スレンダーな彼女が寝取られているのに、僕は巨乳お姉さんの凄テクに抗えず、生中セックスしてしまった。（12月10日、ROOKIE）
- M男くんのお宅へいきなりエロ撃!! ギャル痴女デリバリー（12月17日、チキチキカマー/妄想族）
- 素人ナンパでセンズリ鑑賞 21 見るだけでいいんです! だからちょっと僕のチ●ポ見てもらえませんか?（12月17日、かぐや姫Pt/妄想族）
- 一般男女モニタリングAV 特設マジックミラー部屋でラブラブ大学生カップルが男女に別れてAV女優＆男優の凄テクイキ我慢に挑戦!! 高身長スレンダー美脚痴女・木下ひまり×素人男子大学生（彼氏）/（彼女）素人女子大生×デカチン激ピストン男優 編（12月17日、ディープス）
- スペンス乳腺開発クリニック（12月17日、OPPAI）[24]
- 黒パンスト痴女のW淫語責め（12月24日、グローリークエスト）
- 小那海あや レズ解禁 ～赤裸々なほどやましく～（12月26日、アイエナジー）

- 【透けパンセクハラ】スケスケ下着挑発で若手部下を困惑勃起させ美ケツで毎日サービス射精させるデカ尻人妻女上司（1月7日、スモークフィルムズ/妄想族）
- 今からこの大家族全員レイプします ●区白金●（1月14日、ケイ・エム・プロデュース）共演：美園和花、翔田千里、柏木こなつ、由良かな、沙月恵奈
- セクハラママさんバレー! 11 ハイレグブルマ姿の人妻10人が挑む過酷なエロトレーニング（1月14日、かぐや姫Pt/妄想族）他出演：森日向子、日向ゆら、波多野結衣、月野かすみ、美澄玲衣、玉城夏帆、月本海咲、倉本すみれ、天月あず
- イクイク早漏敏感妹と排卵日子作り物語 Best Selection Special 4時間 Vol.003（1月14日、ケイ・エム・プロデュース）他出演：愛瀬るか、八尋麻衣、岬あずさ、有村のぞみ
- 競泳水着NTR 長身で美脚な女子大生のハイレグ姿にフル勃起 結婚しているにも関わらず濃厚SEXで何度もイカされちゃいました（1月21日、クリスタル映像）
- セフレ以上、恋人未満。なにも考えないで今日のエッチを楽しも（1月21日、S-Cute）
- アナルのシワの数までハッキリわかる！ ノーモザイク連続絶頂アナル見せオナニー31（1月23日、アイエナジー）他出演：有村のぞみ、安藤もあ、五十嵐清華、乙アリス、藤野つかさ、西野絵美、天馬ゆい、沙月恵奈、黒木奈美、小那海あや、皆瀬あかり
- 実写版 スーパーチートミッション～そのエロミッションは必ず達成できる～ 常識改変の傑作シリーズ総販売数100,000部越え（2月4日、ムーディーズ）他出演：椿りか、由良かな、美園和花、皆月ひかる、白浜美羽、姫咲はな、前田美波、冬愛ことね、江戸川もなか
- 女子バレー部ムチムチ超脚長ハーレム ガニ股天空杭打ち騎乗位で中出しブッコ抜かれまくる2泊3日（2月4日、ムーディーズ）共演：辻井ほのか、滝ゆいな、堤セリナ
- AI現役女子大生インフルエンサー AV Debut!! @ゆりちゃん（2月7日、DOC）
- こんなお尻見せつけられたら後ろから種付けしたくなるのは仕方がない…5（3月7日、LEO）他出演：川北メイサ、児玉れな、百永さりな、広仲みなみ、桐谷なお
- ぷるつやリップと舌が溶け合うねっとりレズキスで長身美人BAにレズ堕ちする華奢美少女（3月11日、ダスッ!）共演：北岡果林
- MOODYZファン感謝祭 バコバコバスツアー2025 素人17名とAV女優17名の1泊2日大乱交 新世代AVオールスター覚醒!（3月18日、ムーディーズ）
- スク水マニアに狙われたデカ尻J系 変態粘着ストーカーの中出しマーキングで汚される（3月18日、プレミアム）
- 綺麗な脚長お姉さんの魅惑のハイレグ痴女ハーレム 卑猥な食い込み見せつけスベスベ美脚挟み撃ちロックM字ガニ股ピストンで中出し痴女られちゃう僕（3月25日予定、プレミアム）共演：月乃ルナ、尾崎えりか、天馬ゆい
- マン擦りハンターWILDS 私達のW狩りテクを我慢出来れば生中出し3P乱交!（3月25日、Hunter）共演：春陽モカ
- 蒸れ蒸れパンティストッキングを履いた美脚OLに興奮して連続射精（4月1日、MAX-A）
- 時間停止学校 ［時間停止アプリでTIME STOP］ 虐めてくる美形ヤンキー女もいつも勉強ばかりしてる眼鏡優等生もクラスで目立ってる金髪ギャル女も…時間を止めてたっぷりじっくりしっかり堪能する!（4月1日、ムーディーズ）共演：椎名心春、皆瀬あかり
- 脳がトロける甘～いささやきで何度も快楽に導くナース派遣クリニックの絶品中出しサービス（4月8日、ケイ・エム・プロデュース）他出演：柏木こなつ、星乃夏月
- 終電を逃した小悪魔後輩にオナニールーティンを崩され 相部屋禁欲で敏感になったカラダを痴女責めされてレズイキ絶頂を繰り返すオナ狂い女上司（4月8日、ビビアン）共演：南條彩
- ドスケベ美脚不動産レディ2人のス～ベスベ黒パンストで挟み撃ち奪い合い中出し営業（4月29日、プレミアム）共演：AIKA
- デカ尻×長脚×ミニスカ×ルーズソックス ハミ尻J系痴女ハーレム 超ムチムチなヤリマン下半身に挟まれプレスされ射精させられる僕（4月29日、痴女ヘブン）共演：有岡みう、尾崎えりか、天馬ゆい
- 甘えん坊な彼女と密着ベロチュー生中出し性交（5月6日、マックスエー）
- 完全サポート! 誘惑パンチラご奉仕セクシーメイド（5月13日、マックスエー）共演：倉木しおり、小那海あや、胡桃さくら
- Wicked Style（5月27日、デジタルアーク）
- 木下ひまり まるごと完全収録9時間50分BEST（5月27日、セレブの友）
- 優先順位は【SEX＞＞＞金＞仕事】!! ヤリマンOL勤務中にチ●ポ追い回し所構わずイキっ放し!!（6月1日、ゲッツ!! ボンボン/妄想族）
- 媚薬混入イキ狂い! 欲求不満人妻ナンパ絶頂性感マッサージ（6月3日、ミセスの素顔/エマニエル）他出演：幾野まち
- 僕の性癖に刺さる美脚女上司のノーパン直穿きパンスト挑発に負け上から目線で痴女られ20発射精し絶賛ドはまり中（6月3日、ムーディーズ）
- 今まで見たことない下品で官能的な表情に思わず鬱勃起。帰省先の田舎で再会した初恋相手の幼馴染は、近所のおじさん達の汗ばんだ汚チ〇ポをしゃぶって…ヤリまくっていた。（6月10日、ケイ・エム・プロデュース）
- 業務命令! チ○ポ舐めるから恋人役しなさい! いつも厳しい女上司の1日ダミー彼氏になった部下のボク。（6月17日、プレミアム）
- 女体フェチ図鑑 8 完全全裸60人（6月24日、グローリークエスト）
- ハメ撮りに普通の会話動画を並べたらとてもエロくなった件（6月26日、親父の個撮）他出演：祈山愛
- 強制中だしメンズエステ（7月8日、かぐや姫Pt/妄想族）他出演：幾野まち
- 『ヤダ…私… 何でこんなにエッチな顔してるんだろう? ※心の声』超優しくて気弱な義姉に連日チクハラしていたら下品な顔してイキまくる敏感女子に豹変（7月8日、Hunter）他出演：宮西ひかる、葉月ひな
- 孕ませ懲役 囚人中出し輪姦 優秀な遺伝子を持つ女受刑者に子種を注ぎ込み続ける種付け監獄（7月10日、ケイ・エム・プロデュース）
- 脱毛サロンの美人スタッフに難癖つけてウザいほど中出ししまくったR動画（7月10日、ナチュラルハイ）共演：宮西ひかる
- 普段はウブで清楚な息子の嫁の裏の顔は… 性獣モンスター（7月11日、人妻花園劇場）
- 【新作】真夏の素人水着ギャル祭り2025! 素股オイルマッサージでカチカチち○ぽがアソコに擦れて赤面発情! 水着は恥ずかし汁まみれ! そのまま生で擦り合わせて、ヌルヌルワレメに結局つるんっと入って生中出し!! 3（7月11日、赤面女子）他出演：虹村ゆみ、那津乃ちな、倉木しおり
- 膣内射精後、抜かずにピストン続行!【妊娠確定】中出しシェイク状態でさらに射精! （8月5日、WANZ）
- 神風J〇2（8月7日、素人39）他出演：那賀崎ゆき、虹村ゆみ、倉木しおり
- ノーパン直穿きパンストの美脚で僕を誘惑する友人の妻（8月12日、VENUS）
- 婚期ぎりぎりシスターせめて処女を捨てたい。 考えることはチ○コのことばかり。抑圧された性欲爆発寸前の聖職者がエロい下着で逆ナンパ! 男をひっかけ中出し絶頂処女喪失!!（8月12日、ROOKIE）
- 一人旅で狙われた乳房 レズビアンいいなり温泉旅行（8月12日、ビビアン）共演：西尾まりな、白石もも
- 実はナマが好き! 久々の真正中出し 本気汁ザーメン子宮に注入8発（8月21日予定、なまなま）
- 銀座No1、2ラウンジ嬢 誘惑色仕掛け囁き奪い合い枕しまくり杭打ち騎乗位中出し（8月26日予定、本中）共演：春陽モカ
- 休日出勤中、脚長爆美女上司の履きっぱなしムレムレ黒パンストに包まれたパーフェクト美脚とTバック履きっぱなしデカ尻誘惑に我慢できずに何度もぶっかけ射精と逆らえず連続中出し!（8月26日予定、HALENTINO/妄想族）
- 愛する夫は出張中… 居候と始まってしまった密室性生活でチ〇ポ堕ちした寝取られ発情妻（9月9日予定、グローリークエスト）他出演：北野未奈、月野かすみ、向井藍、春明潤
- 中に出してもいいから止まってください!!! 押さえつけて逃がさないエンドレス奥突きバウンドピストンでイキ壊れた女 4（9月11日予定、ナチュラルハイ）他出演：結月りあ、赤名いと
- MOODYZファン感謝祭バコバコバスツアー2025 完全版 バコバス11時間＋うらバコ4時間＋未公開シーン収録17時間（9月16日予定、MOODYZ）

### アダルトVR
- 派遣型JKリフレ ～ひまりちゃんの裏オプサービス～（5月22日、CASANOVA）
- 最高のSEXをする覚悟ができました。花沢ひまり（6月19日、KMPVR-彩-）
- 頭から絶対に離れられない『エクスタシー』 いつもより深い絶頂を奏でる夜這いコンパニオン 花沢ひまり（7月16日、KMPVR-bibi-）
- INSTANT LOVE VR HIMARI 木下ひまり（9月17日、CRYSTAL VR）
- モデルみたいに高身長で美人のS級女子大生をストナンして【連れ出し】成功! 出会ったその日【即】にハメまくって大量顔射してやったリアルナンパVR 木下ひまり（10月1日、こあらVR）
- 「ねぇ～なに触ってるの!? ダメだってば…そんなつもりないから…アンっ」「こんなことされたら…私、我慢できなくなちゃう…」… ななさん（10月13日、ジャックポットシステム）
- キス魔な女上司 飲み会終わり終電逃して相部屋お酒に酔いベロキスしてくる女上司のアソコはびしょ濡れ、生挿入を誘惑された夜の中出し性交 木下ひまり（11月24日、本中）
- めちゃ顔ちっちゃくてスタイル良すぎる彼女とイチャイチャ朝性交【生ハメ】ずっと勃起してる乳首＆ヒクつくアナル超接近とグラインド対面座位とパンパン音がすごい汗だく覆いかぶさり騎乗位とデカ尻突きまくりバックと超・覆いかぶさり正常位【中出し】 木下ひまり（11月27日、アリスJAPAN）
- 絶対領域×ニーハイ制服女子 太ももチラ、ハミ尻チラ、パンチラでからかい誘惑 すらりと伸びた脚長同級生女子とイチャイチャ中出しSEX 木下ひまり（12月10日、本中）

- 涙目 × 顔舐め × 枕営業レースクィーン 木下ひまり（2月5日、ワープエンタテインメント）
- 天井特化アングルVR ～LOVE LOVE同棲3年目性活～ 木下ひまり（2月10日、KMPVR）
- 美人で真面目な委員長は変態教師の言いなりキメセク中出し人形! 木下ひまり（2月10日、KMPVR）
- 新人ナースのおしごと 第3病棟＋担当＋木下ひまり（2月12日、CASANOVA）
- 裏家庭教師のカサノバ 木下ひまり～超美人淫乱教師の「興奮させて伸ばす授業」 木下ひまり（3月5日、CASANOVA）
- 僕の彼女は誰もが羨む大人気AV女優‘木下ひまり’ めちゃくちゃキス魔で甘えん坊で性欲も独占欲も強い…大好きな美脚とデカ尻でマウント取られて尻に敷かれまくりの超刺激的なイチャラブ同棲生活（3月29日、kawaii*）
- ボクの部屋はいつの間にかワケあり家出少女たちの溜まり場! Hは決して嫌がらないし何度、中に出しても文句言わない。何が…床特化もあるしやや天井特化の覆いかぶさり騎乗位もある最後の家出VRはいい女だらけ! THE Final Edition床特化＆やや天井特化極上女子SP（3月30日、お夜食カンパニー）
- 木下ひまりがガンガン媚薬を飲んでトロ～んとした表情でイキまくるキメセクVR!!（4月1日、MOODYZ）
- パンティを見せるから、いっぱいオナニーしてね（4月2日、KMPVR）
- 天井特化【美脚美尻堪能アングル】パンツ喰い込み足コキ! 太もも密着顔騎! アナル見え膝裏コキ! 玉踏み足裏コキ! あしなが美女の美脚性感エステVR 木下ひまり（4月18日、E-BODY）
- 地雷系女子VRスペシャル ～メンヘラ女は好きですか?～（4月22日、KMPVR）
- 親のいない土曜日を指定してくる教え子に自己責任の中出し性交を強要され続ける 木下ひまり（4月23日、KMPVR-bibi-）
- 「ちゃんと皮を剥いて洗わないとダメだよ」 いつまでも僕を子ども扱いする親戚のひまりちゃんが僕の包茎チ○ポを丁寧に洗ってくれて… 世話焼きお姉さんと性の手ほどきイチャラブセックスVR 木下ひまり（4月23日、マドンナ）
- ALL NUDE 最初から最後まで一糸纏わぬ全裸性交 木下ひまり（5月15日、KMPVR）
- ＃P活 東京パパ活娘001 長身ブーツギャルの杭打ちピストンで絞られたい ひまり（5月28日、TMA）
- 《領域展開/地面特化×天井特化》究極3P密着サンドイッチセックス。 前後左右に完全包囲で射精してもやめてもらえない絶頂射精ROOM 木下ひまり 八乃つばさ（6月7日、SODクリエイト）
- 男を虜にするハイスペックパパ活女子のイクまで終わらない鬼スライド騎乗位SEX 木下ひまり（6月13日、ROOKIE）
- 美女12名125分! 超絶景ガン見オナニーVR 股間ガン見! 顔ガン見! 乳ガン見! アナルガン見! 見たいオナニーがココにある!（7月3日、CRYSTAL VR Plus）
- 入院中に院内で愉しむ為のVR（7月16日、CASANOVA）
- エロ行為完全禁止!! 男性専用エステサロンで巨乳を押し付けながら誘惑してくるハンドプレイとベロの究極回春エステVR!! 木下ひまり（8月4日、KMPVR）
- SEXの能力も高い社長秘書二人に脳みそトロットロになるくらいの快楽責めで金玉袋が空っぽになるまで抜かれ続けた…!! 木下ひまり 若宮穂乃（8月18日、KMPVR）
- アヘ顔WピースVR（8月18日、KMPVR）
- 男を全力でダメにする… 禁断フェチズム もんの凄いモチモチ太ももを充実的に楽しんでいるボク 木下ひまり（9月13日、KMPVR-彩-）
- 過激食い込みホットパンツで男性客をメロメロにするギャルヒップヘルス 木下ひまり（9月27日、KMPVR-bibi-）
- 100分4回以上の射精保証 4つの人気名店（オナクラ・おっパブ・ピンサロ・本ヘル）をお家タイムで体験させてくれるスケベで優しくてふんわり可愛いデリヘル嬢（天使ちゃん） 木下ひまり（10月22日、ワンズファクトリー）
- 「ダメだよ…。ナカに出したら…ダメぇ」【お触り禁止！本番禁止!】 裏オプNGのおマタがユルそうな黒ギャルに【媚薬を仕込んで強引SEX!】 大人のテクで生意気J○を完堕ちさせた【キメパコ中出し!】 木下ひまり（11月1日、こあらVR）
- 腋の下を見せながらオイルまみれのカラダで感じる女を鑑賞（11月2日、KMPVR）
- 【ヤリマン数珠つなぎ】「あなたより極エロなヤリマン紹介してくれませんか?」セフレの友達はエロいのか！合コンで男を食い漁る【肉食デカ尻スレンダーGAL】をバニーちゃんにさせて【口内発射＆顔射＆中出し2発】（12月3日、こあらVR）※「ひまり」名義
- 女子校生のお尻を愛撫し続ける桃尻イカセVR（12月14日、KMPVR）
- 机の下から女子校生にイタズラするVR（12月16日、KMPVR）
- 妹のギャル友達に僕の部屋が占領されている件 木下ひまり 月野かすみ 氷堂りりあ 森日向子（12月31日、TMA）

- 女子校生顔騎JOI（1月13日、KMPVR）
- 「そんなダメ男より私とセックスしよ?」 過激でエグいベロキス濃厚レズで彼女をネトラレクズ勃起しちゃった最低な僕。 あおいれな 木下ひまり（1月27日、kawaii*）
- チンチンがムズムズしているお子様へ 裏家庭教師のカサノバ（2月18日、CASANOVA）
- 「プレゼントはひまりだぞ」かわいくてエッチな逆バニー彼女と過ごすオレ人生で一番気持ち良い誕生日。木下ひまり（2月19日、CRYSTAL VR）
- このデカ尻 後ろからパンパン突きまくりたい! 言いなり美人部下を背後からハメ倒すバックアングル完全特化VR 木下ひまり（2月22日、kawaii*）
- 木下ひまり ULTIMATE BEST（2月25日、KMPVR）※単体ベスト
- 全国で爆発的人気を誇る実店舗風俗店との夢のコラボ第3弾! 今から…乳首を犯しにいってもいいですか?VR ひまりさん（2月28日、KMPVR）
- 169cm美人モデルがパンストモデルオーディションに合格するために審査員の変態セクハラも受け入れ裏接待!? 木下ひまり（3月2日、MAX-A）
- 何もかも… 全てをぶち壊す誘惑の瞳 10年来の幼馴染。雰囲気の良いホテルで、堕ちるまで僕を見つめる底の深い不倫。 木下ひまり（3月14日、KMPVR-彩-）
- 出したてホカホカ! 本物尿汁を浴びまくる! 大量オシッコ顔面ぶっかけVR ～僕の家に民泊しに来たJ○達。宿代なくておしっこでお支払い!?～（3月16日、SODクリエイト）
- 木下ひまりに飼われたい（4月8日、AQUA）
- 「絶対出しちゃダメだからね!」 綺麗すぎる従妹の姉貴の悶絶プレイにギリギリまで我慢してたら中出しSEXのご褒美到来! 木下ひまり（4月19日、Scream! VR）
- ディルド足コキVR（4月22日、CASANOVA）
- 【囁き淫語 & 舐め特化VR】16人完全撮りおろし（5月19日、こあらVR）
- ディルドフェラ（5月20日、CASANOVA）
- 浮きブラで散々俺を挑発してくる清楚系ビッチな兄嫁で筆おろし 木下ひまり（5月27日、VR総研9課）
- オナサポ騎乗位VR（6月18日、KMPVR）
- 足裏顔騎 美女に踏まれたい人おいで（7月8日、KMPVR）
- 絡み合う濃厚接吻 ベロチュウVR（7月12日、KMPVR）
- 僕のチンポが大好きなドスケベ淫乱ギャル妻に休む暇なく痴女られる（悪?）夢のような結婚性活 木下ひまり（7月13日、P-BOX VR）
- HQ60fps 体観察VR（7月13日、MAX-A）
- J●乳首開発VR（7月15日、KMPVR）
- 顔面特化アングルVR ～キスの相性が抜群な彼女・ひまりとお泊まりデート～（9月3日、KMPVR）
- ぐうかわ美脚バニーガールと快感神経が暴走するほどのゴムなしいちゃパコ! ナマ中出しSEX! 木下ひまり（9月7日、P-BOX VR）
- べろはモザイクがかからない性器（10月9日、KMPVR）
- モデル系ウサギ嬢のうまのりバウンディング騎乗位 in 過激バニーClub 木下ひまり（10月13日、KMPVR）
- 足裏特化VR（10月21日、KMPVR）
- 美乳! 爆乳! 揉み倒し! オイルだくだくヌル透けテカテカパイ揉みイカセVR（11月16日、MONDELDE VR）
- パンティと美脚とお尻を眺め続けるVR（11月29日、Scream! VR）
- 16日間の禁欲LIFE キスを堪能して性欲を紛らわす… 木下ひまり（12月31日、KMPVR）

- 美女8人のケツ穴くぱぁ～を近距離ガン見VR（1月18日、P-BOX VR）他出演：乙アリス、夏目みらい、吉根ゆりあ、田中ねね、水原みその、彩川ゆめ、佐藤ののか
- 声を我慢している君の顔（2月11日、KMPVR）
- 舐められたらどうなっちゃうの? ねっとりと肉厚なクチビルで何度も全身を舐め回される極快感 木下ひまり（2月24日、KMPVR-bibi-）
- 体育祭終わりの浮かれ気分なギャル2人にノリノリで痴女られ後夜祭の裏で何度もパコられ中出ししまくった 斎藤あみり 木下ひまり（2月28日、アリスJAPAN）
- 木下ひまり 1000分OVERノーカットCOMPLETE BEST（3月15日、KMPVR）※単体ベスト
- 昔から面倒見の良かった近所に住む年上のお姉さんが悩殺ヒップでボクの童貞イートIN 木下ひまり（4月2日、KMPVR）
- 恥じらいなしの表情で淡々と性教育してくれるひまり先生 木下ひまり（4月14日、CASANOVA）
- 3匹の肉食ウサギに囲まれ永久射精させられるぴょんぴょん飛び跳ね騎乗位ハーレムバニーランドVR 木下ひまり 工藤ララ 美澄玲衣（6月15日、kawaii*）
- 【KMPVR-彩- 6周年記念8K特別版】 ギャル4人に勧誘されて入会してしまったネズミ講が実はヤリまくりのハーレム天国!! これが絶対に得するマルチ商法 AIKA 新村あかり 百永さりな 木下ひまり（6ツキ30日、KMPVR-彩-）
- 顔もチ●ポも一緒に犯されてみない? 気に入った男を拉致り、満足するまでオモチャにされる最低な暇つぶし 百永さりな 木下ひまり（7月28日、KMPVR）
- 【追跡レイプ】下校中の女子生徒の太ももを追いかけるうち戻れなくなって家に押し入り何度も犯しまくった 木下ひまり（12月31日、アリスJAPAN）

- 出産して感度が爆上がりしたママチャリ妻と不倫沼。子供を保育園に預けた隙に激イキ絶倫セックス 木下ひまり（1月8日、SODクリエイト）
- オトコを堕落させる逸材 小悪魔の淫語手コキで骨の髄まで快楽漬けになる違法オナクラ体験 木下ひまり（1月19日、KMPVR-bibi-）
- 呼べばすぐ来る全身舐めが大好きな俺専用おしゃぶり女 木下ひまり（2月15日、SODクリエイト）
- ねぇ先輩。今日はおパンツ履いてますか? 履いてませんか? 暑くて蒸れる日はノーパンで業務をおこなう美人な女上司 木下ひまり（2月24日、KMPVR-彩-）
- 無防備に足を見せつけ誘惑してくる いじわる美脚ギャル幼馴染 木下ひまり（6月2日、KMPVR-彩-）
- 顔面高偏差値の最強ギャルタッグ×8KVR!! バイト先のギャルJ○がボクの部屋にやってきて痴女られまくりSPECIAL!! 森日向子 木下ひまり（6月5日、レゾレボVR）
- ただのイイオンナでは… 居られない。サークル宅飲み後の終電間際。事前に把握している色仕掛けとは少し違った告白沼にどんどんハマっていく僕 木下ひまり（6月15日、KMPVR-彩-）
- 【8K】看護師がキャバクラすぎて、なかなか退院できない病院VR（8月19日、SODクリエイト）共演：桜木美音、望月つぼみ
- 【8K】ゲリラ豪雨で濡れ透けの女上司と、閉じ込められたエレベーターの中で温もりを求め合う密着SEX（10月28日、SODクリエイト）
- 【三ツ星高級ホテルウーマンレ×プ】クレームで呼びつけた女性客室スタッフの制服を剥ぎ取り全裸ハイヒール詫びさせ精子ブリブリ逆流するまでケジメ中出ししまくった（10月31日、アリスJAPAN）
- 【無修正】ノーモザで舌先の動きまで楽しめる肌色ディルドフェラ6選 亀頭にも竿にも絡みつく舌技・吸い付く唇で奥まで咥える爆音バキューム＆爆速ストロークで射精まで必ず導くフェラ女神が常に僕を見ながら舐め尽くしてくれる究極のフェラ体験VR（11月30日、アリスJAPAN）他出演：佐藤ののか、椿りか、藤咲紫、星乃夏月、希咲那奈
- 【8K】放課後になるとドS痴女化して、生徒を強制筆下ろしする保健室のひまり先生（12月2日、SODクリエイト）
- 1000分まるごと木下ひまり 美脚美尻スレンダー美女16タイトルSPECIAL BEST（12月22日、ケイ・エム・プロデュース）
- マジでオタクに優しいギャルは存在したんだ! クラスメイトのおしりと騎乗位がスゴすぎて…（12月27日、KMPVR-彩-）

- 最上級セラピストがいるエステ旅館 ぷっくりリップで全身キスされながら… 1泊2日のザーメンデトックス（1月5日、KMPVR-彩-）
- 【8K】射精まで献身的サポートED治療クリニック 担当看護師: 木下さん（2月10日、SODクリエイト）
- スベスベ美脚×プリプリ桃尻×ムレムレおま●こ 魅惑の艶ムレ黒タイツで圧迫挟射ロック（2月14日、kawaii）共演：白石もも、都月るいさ
- 【8K】ド痴女の美脚上司たちから僕のチ●ポを奪い合うように杭打ち騎乗位 たまった精子を全て絞り尽くすまで射精しても続けられる…（3月6日、SODクリエイト）共演：森日向子
- 男子禁制シェアハウスで彼女との密会がバレて… 肉食スレンダーお姉さんに性感帯ぜ～んぶ同時責めイッてもイッても追撃ピストンで連続6回イカされたハーレムお仕置き逆4P（3月15日、kawaii）共演：都月るいさ、白石もも
- 【8K VR】4人のヤリマン女子大生たちと行く抜かれまくりハメまくり温泉合宿（4月8日、unfinished）共演：倉木しおり、胡桃さくら、小那海あや
- どんなストレスも射精で打ち消す癒しの空間顔面舐めしゃぶりセラピー（5月3日、KMPVR-彩-）
- 上京したばかりで世間知らずの隣人はアクメ依存の女子大生 汗だくのまま何度もイカセ懇願された真夏の昼下がり（5月24日、KMPVR-彩-）
- 【8K】「マジでKISSだけだからね?」飲んだらキス魔ってマジ!? 酔った彼氏持ちギャル姉とベロチュウ接吻近親相姦 身体中ふやける程に舐めつくされてザーメンをとことん奪われてしまった童貞のボク（弟）…。（6月26日、VRパラダイス）
- 人生の大ピンチが訪れる度に何処からともなく現れる中出しチア天使のエッチな応援で多幸感に包まれながらヤリまくる無敵射精ライフ!!（6月28日、KMPVR-彩-）共演：北岡果林、沙月恵奈、柏木こなつ、皆月ひかる
- スレンダー痴女×美脚ボディストッキング極上マニアックスSPECIAL（7月7日、VRパラダイス）
- 【8K VR】美人秘書 上から見下ろされゼロ距離で見つめられながらハメられた僕 えりか・ひまり（8月8日、unfinished VR）共演：尾崎えりか
- ここは獣司書のテリトリー 図書館で見定め、行きつけのホテルで捕食する動物のような繁殖行動（8月16日予定、KMPVR-彩-）
- 誰もいない教室で響き渡る汁だく杭打ち音 生徒の絶倫若ち●ぽを離さないビッチ女教師（8月31日予定、KMPVR-彩-）

### アダルト配信
- 今日、会社サボりませんか? 13 in 錦糸町 ひまりちゃん 24歳 不動産営業 【モデル級高身長美女】自分は仕事なのに彼氏は浮気中… もうどうにでもなれ! ってことで急行現実逃避で遊び倒して最高に興奮するNTRファック! そしてまさかの発言「ぶっちゃけずっとSEXしたかった」（3月23日、プレステージプレミアム）
- ネットでAV応募→AV体験撮影 1221 ひまり 22歳 フリーター 【初撮り】【高ランクの顔面偏差値】【快感を示す本気汁】エッチな唇の高身長美少女。真面目な彼女の美顔を精液で汚し…（3月28日、シロウトTV）
- 募集ちゃん ～求む。一般素人女性～ 【逸材度超SSS級】24歳【絶対的美女】ひまりちゃん参上! 綺麗も可愛いも兼ね備える彼女の応募理由は『しばらく彼氏居なくて寂しいから… キュンキュンしたいんです♪』【モデル並みの美脚 & 8頭身】顔・スタイル・性格良しのエロ凄いSEX絶対に見逃すな!（4月14日、ARA）
- 街角シロウトナンパ はな 22歳 PA○C○アパレル販売員 (1年目) 高級SEXYランジェリー × SSS級美女! 顔も体エロ美しいPA○C○新入社員はいつでも欲求不満! そのイキっぷりがエロすぎる! 数々のオモチャで敏感美BODYを超刺激! 卑猥に音を立てながら濃密フェラ! 美しすぎる肉体を際立たせる高級ランジェリーと誘惑責めファック! 最後は可愛いお顔に特濃ザーメン大放出!!（4月26日、プレステージプレミアム）
- パパ活成敗 二人目 ひまり 23歳 【趣味：人間観察】パパ活初心者 170cmスレンダー美尻美女OL!! 意識高い系のマグロかと思いきや!! アナル舐めで喘ぐ好感度爆上げ美ビッチ変態発覚!? ツンっと張りある美尻に立ちバックで激ピス成敗!!（5月1日、プレステージプレミアム）
- 【スポえろジャーニー 11人目 ゆみちゃん】【高身長テニス女子 × ハメ潮中出し3連発】全米が恋に落ちた…2020年エロデミー賞総ナメ! 主演女優賞・神スタイル賞・敏感絶頂ハメ潮賞・性格好感度賞・だめだめイクイク賞! 5冠達成、奇跡の胸キュンテニス女子のハレンチ映像、全世界同時配信決定! Don’t miss it…（5月2日、Jackson）
- マジ軟派、初撮。 1484 ひまり 25歳 人材派遣会社勤務 簡単な仕事を紹介するフリをしてAV撮影! 話が進むにつれてエロい仕事だと勘付くも恐怖で抵抗できず… 後悔しながらも身体を許してしまう!（5月5日、ナンパTV）
- ラグジュTV 1257 牧田希美 26歳 ホテルフロント 長身スレンダーな美人ホテルフロントレディが、宿泊客のセックスを目撃をきっかけに欲求不満に! 相手もいないからAVに出演してみたら… 全身を突き抜けるような巨根の刺激に連続絶頂を繰り返す! 欲情したオンナが本能のままに酔いしれる淫乱セックスは実に卑猥!（5月8日、ラグジュTV）
- ひまり (oretd689)（5月17日、俺の素人）
- ひまりちゃん (oretd688)（5月17日、俺の素人）
- SEX経験1回の超美少女J●がイラマに初挑戦! 覚束ない所作でチ●コと指を喉奥に突っ込み口マ●コを刺激♪ 初々しさ満点のほぼ処女マ●コを生ハメ & 生中出し!（5月25日、しろうとまんまん）
- ひまりちゃん (oretd707)（5月31日、俺の素人）
- HIMARI (oretd714)（6月12日、俺の素人）
- 【全裸エステ】モデル級長身美女エステティシャンの抜群スタイルを余すところなく堪能する連続中出しSEX（6月12日、しろうとまんまん）
- 【えろコスリレーバトン4人目】 マグロちゃん 22歳 汗臭匂いフェチ! 敏感スケセーラー! 「カ・イ・カ・ン♪」 敏感スケセーラーマグロちゃん! スラッと美脚にぷっくり清楚美乳! 至高の恵体美女登場! ●●勃起魔性のベロチュー! 美麗アナル鑑賞→顔騎からのドスケベ潮スプラッシュ! キツキツ膣内へ高速ピストンで裸同然スケセーラーを鬼犯し!! 「おマ●コ、キツマンぜよ」（6月19日、SUKEKIYO）
- 〇〇型女子のトリセツ るなちゃん 22歳 社会人アウトドア女子 スリルを喰らう車内オナニー娘、アウトドア女子るなちゃん登場。引き締まったクビレにスラッと美脚。車内でもトイレでもオナる、底しれぬ淫乱美女! オモチャでオナりながらぐっぽりフェラ! 持ち上げバックから空中高速ピストン!（6月28日、SUKEKIYO）
- 【妄想主観】この女のスケベな躰、飼いならす。欲情むき出しハメ放題。花沢ひまり（7月8日、エロタイム）
- 花澤さん (oretd723)（7月8日、俺の素人）
- りさ（7月10日、有限会社写楽企画）
- 日葵（7月10日、素人ホイホイZ）
- ＜エロい娘限定ヤリマン数珠つなぎ!! ～あなたよりエロい女性を紹介してください～ 63目＞ ひまり 20歳 読者モデル 8頭身スレンダーボディを武器にエッチで仕事を取りまくるヤリマン読者モデル! エロ～い美脚をFULLで活用! モチモチ太ももとローション足コキでチ○コ2本を大量射精!! 想像以上の快感! ヤダというまで潮吹きイカセ! 生ハメ、中出しオールOK! タガが外れた彼女と濃密SEX乱舞!!（7月12日、Jackson）
- ラブホドキュメンタリー休憩2時間 72 まり 20歳 浮気症の生好きピル飲み看護学生のナスコスH 170cm神スタイル美女看護学生!! ノーゴム主義信者!! 浴室で即浮気ハメ撮り!! 「ベッドわたしが攻める♪」と二回戦希望のドスケベナース!! 太チン口内看病でガチ勃起!! 生チン注射騎乗位で爆イキ中出し性交!!（7月28日、プレステージプレミアム）
- ひまり（8月1日、意識不明ちゃん）
- 【エロ都市伝説ファイル⑬ 全身ピンクのガチ美少女の生態を密着取材!! アタマの中もピンクなのか ピンク亀頭で調査せよ!!】 ひまり ??歳 職業やら何やら一切合切不明の長身ピンク美少女!! 170cm越え長身ピンクのガチ美少女!! このピンク愛はガチすぎる!! ピンクローターで即イキアタマの中もマ○コもマピンクや!! 潮吹きジョバジョバの間欠泉マ○コにピンク亀頭で生栓セックス!!（8月2日、プレステージプレミアム）
- レンタル彼女 ひまりちゃん 21歳 ペットショップ店員 【今、世界で一番、●●的にかわいい。】超モデル級美女なペットショップ店員を彼女としてレンタル! 口説き落として本来禁止のエロ行為までヤリまくった一部始終を完全REC!! 水着でプールデートを楽しんだ後はホテインして8頭身スレンダラスBODYを食い尽くす!! スタイル際立つエロコスでフル勃起係数120%!! 必見のイキまくり恋人いちゃラブ生ハメSEX!!【濃厚中出し】（8月2日、プレステージプレミアム）
- あやか (YKMC-032)（8月7日、横浜かまちょ）
- ヤンデレすぎる妹の猛烈な求愛行為!  花沢ひまり（8月11日、エロタイム）
- 【しろうと変態革命 14人目】ゆなちゃん 21歳 前戯未経験!? 即ズボ長身美女 人生初の前戯にグショ濡れ! ゆなちゃんに革命を。圧倒的美尻&美乳なスレンダー美女! ベロチューだけで身体をビクつかせ、マン汁ダラダラwシックスナインでW責め!! たっぷり前戯からのガン突きピストンで喘ぎ狂う! 挿入だけのセックスにさようなら。（8月14日、SUKEKIYO）
- 中出し露天温泉 ヤリマンJAPAN代表入り! エロすぎる身体つきの高身長美脚のドスケベお姉さん（8月14日、ま○こ銀行）
- あいりさん 21歳 女子大生 【ガチな素人】（8月15日、E★ナンパDX）
- 【イ●スタやりたガール。其の参】バド・アイリ・ミントン 21歳 バドミントンサークルの姫 【この可愛さ、事件です。】イ●スタにエロい自撮りを載せる、バドミントンサークルの姫をSNSナンパ!! 顔面偏差値MAX!! 反則級エロ尻のモデルBODYにフル勃起確定1000%!! こんなにハイクラスなイイ女がハメ潮をまきちらしながら涎ダラダラでイきまくる!! 必見の汗だく潮まみれ中出しセックス!!!（8月15日、Jackson）
- ひまり（8月20日、ボクとカノジョ。）
- まりん（8月20日、MOON FORCE）
- 【完全主観】会社の後輩とラブホテルで相部屋不倫 木下ひまり（8月21日、ONETIME）
- 街角シロウトナンパ まりな 21歳 アパレル店員 【プールナンパ 2020】この女は格が違う! 顔も体もパーフェクト! スプラッシュ潮吹き女神! 超敏感、気持ち良すぎてヨダレがダラダラまさに全身性感帯! 乳首もチ〇コも唾液たっぷり舐めしゃぶる! デカチンに酔いしれる泥酔メロメロ中出しSEX!!（8月30日、プレステージプレミアム）
- HANAZAWA（9月4日、俺の素人）
- 【妄想主観】本番が出来るお兄ちゃん大好き妹リフレ 花沢ひまり（9月4日、エロタイム）
- まり（9月10日、MOON FORCE）
- 完全主観でまじシコ美女のえちえち!! コスプレ手コキ 3（9月10日、DOC）
- ひまりさん（9月15日、俺の素人）
- ひまり（9月18日、J●調査隊 teamK）
- 【ひまりちゃん (彼女)とおじさん(彼氏)の特別な一日】クラスの男子で妄想オナニー!? 169cmモデル体型・テニス部の高嶺の花はむっつりオナニスト! 電マ、放尿、脚コキ、生ハメ… 気持ちいいコトはなんでも大好き♪ 快楽主義のJ○と享楽の限りを尽くす濃厚SEX!（9月27日、しろうとまんまん）
- マジ軟派、初撮。 1534 ひまり 24歳 OL 【神展開】アキバの駅前でじゃ●りこを拾ってくれた美人OL! 実はご奉仕好きでセックス好きなダメ男製造機だった!? さっそくホテルの部屋で実践してもらうと…!?（9月29日、ナンパTV）
- くすぐりフェチ ～くすぐり感度チェックインタビュー～ 木下ひまり（9月30日、アドア）
- くすぐりフェチ ～極エロボディミルクくすぐりマッサージ～ 木下ひまり（9月30日、アドア）
- くすぐりプレイ ～足裏観察 & 足裏・アナル周りくすぐり～ 木下ひまり（9月30日、アドア）
- くすぐり地獄 ～超M男くすぐり～ 木下ひまり（9月30日、アドア）
- くすぐり地獄 ～両手両足拘束くすぐり地獄の刑～ 木下ひまり（9月30日、アドア）
- ひまり（10月1日、TOKYO247）
- 百戦錬磨のナンパ師のヤリ部屋で、連れ込みSEX隠し撮り 177  ひまり 24歳 銀座の飲み屋の店員 背高くてスレンダーで美乳で美脚で美尻! もはやモデル! スタイル抜群美女を持ち帰り! 世間話もそこそこに興奮を抑えられず速攻SEX!（10月6日、ナンパTV）
- 口内フェチ ～歯・口内・舌ベロ観察～ 木下ひまり（10月6日、アドア）
- 舌ベロフェチ ～ししゃも舐め＆咀嚼～ 木下ひまり（10月6日、アドア）
- 舌ベロプレイ ～顔舐め唾垂らし手コキプレイ～ 木下ひまり（10月6日、アドア）
- 花沢さん（10月9日、俺の素人）
- 口内フェチ ～のどちんこ & 歯観察 & しゃっくり～ 木下ひまり（10月11日、アドア）
- 舌ベロプレイ ～舌ベロ匂い嗅がせ・鼻舐め・鼻フェラ手コキプレイ～ 木下ひまり（10月11日、アドア）
- 【充電させてくれませんか? NO.2】ひなのちゃん 21歳 スマホバイブ中毒の居酒屋バイトちゃん 【トイレのエロ神様】コンセント探しデートからのホテルでパコパコSP!! 目を離すとスマホバイブでオナニー中!? 乳首とケツに強烈バイブでイけ!! 振動ヘヴンで絶頂潮吹き! 性欲に忠実な急速充電セックスが見られるのはココだけwww（10月25日、SUKEKIYO）
- 【激カワ & 170cm美脚】24歳【むっつりスケベ美女】ひまりちゃん参上! 美人も可愛さも兼ね備える彼女の応募理由は『トキメキが足りないんです…♪』【トキメキ=チンチン】潤いと同然なチ◯ポを求めてやって来た! 根底にあるのは【エッチな乙女心】敏感過ぎるカラダはキュンキュンイキまくり! 極上なオンナの絶頂痙攣SEX絶対に見逃すな!（10月27日、Jackson）
- ひまり（10月30日、はめチャンネル）
- ひまり（11月6日、素人おかしや）
- ひまりさん（11月6日、ゲリラ）
- #きゅんです 001 ひな 22歳 大学生（11月12日、DOC）
- 射精が止まらない! 超気持ちイイ美少女手コキ! 10 10人の美少女に手コキされまくる200分!（11月12日、DOC）
- ラグジュTV 1326 牧田希美 26歳 ホテルフロント その容姿、まさに女神! 美しすぎるホテルフロントレディ牧田希美さんが再登場! セックスするのは前作ぶりで欲求不満に磨きがかかった様子…。性欲に飢えた美女がクリトリスを弄くり回しながら巨根を貪る!!（11月13日、ラグジュTV）
- りな 22歳 長身テニサー女子大生（11月19日、しろうとまんまん）
- HIMARI 2（11月20日、俺の素人）
- グラビアフェチ ～卑猥なアナル全開ヌード～ 木下ひまり（11月24日、アドア）
- くすぐりフェチ ～脇くすぐり電マ当て～ 木下ひまり（11月24日、アドア）
- 乳首フェチ ～乳首くすぐりマッサージ～ 木下ひまり（11月24日、アドア）
- エアーセックス 木下ひまり（11月24日、アドア）
- 射精管理プレイ ～極エロマッサージ & M男射精管理～ 木下ひまり（11月24日、アドア）
- HIMARI（11月26日、素人ホイホイ）
- こまり（11月29日、シロウトHouse）
- ラブホドキュメンタリー休憩2時間 91 ゆっき～な 20歳 推しに激ヨワの中出しおかわりする真性ド淫乱JDの濃厚ご奉仕ハメ撮り!! えちえち9頭身モデル級ドスケベサンタ美女とイチャイチャ生SEX4連発!! ホワイトクリスマス到来!! 久々SEXにタガが外れてノータイム!! ノーコンドームでガッツリファースト中出し!! からのお色直しでエロコスサンタさんに白濁性交!! それでも終わらない無尽蔵性欲SEXはやっぱり最&高!!（12月4日、プレステージプレミアム）
- ひまり先輩（12月7日、ゲリラ）
- モデル系人妻がスレンダーボディをくねらせて他人棒を貪る自宅不倫 ひまりさん 24歳 美乳長身若妻（12月8日、しろうとまんまん）
- 絶対主観で美少女から超気持ちイイねっとりレロレロ乳首舐めされつつ、ヌルヌルゴッシゴシ手コキされ精子が枯渇寸前! 8（12月10日、DOC）
- 【S級美女】極楽エステを受けてたつもりが性感悪戯マッサージにチェンジ!? 目隠しをされた状態でフェラ & 生挿入。施術時間の大半をSEXに費やす欲求不満エステティシャン【神ボディー（12月16日、しろうとまんまん）
- エチエチすぎる舌技レロレロベロチュー手コキで射精待った無し! 5（12月24日、DOC）
- 拝啓、美人店員さま 九通目 まり 22歳 9頭身170cmのマジ美女店員にハッタリ手紙ナンパ!! まさに神造形のガチ美女ガチ美裸身のエチエチ鬼!? 水着審査で濡れる見られたがりの変態ちゃんと発覚!! こちらも負けずと全身リップで応戦!! 彼女もジュッポリ口撃で濃厚接触性交!!（12月25日、プレステージプレミアム）

- イキたいの? まだダメっ!! 寸止め焦らしオイル手コキ 3（1月7日、DOC）
- N●z●U超えのルックスとスタイルを兼ね備えたモデル兼エロインフルエンサーとハメ撮り!! ひかり 22歳 モデル兼エロインフルエンサー（1月11日、しろーとLOVETube）
- まーりん 20歳 泥酔ヤリマン女子大生 騎乗位の天才現る!? 芸能人級にカワイイ泥酔女子大生をお持ち帰り… 盗撮 & ハメ撮り流出映像（1月21日、しろうとまんまん）
- ひまり（1月29日、%OFF）
- ひまり（2月12日、おっぱい先生）
- なな（2月17日、ピュアスタイル）
- なな 2（2月17日、ピュアスタイル）
- ひまり 2（2月26日、%OFF）
- ひまり（3月5日、パコッター）
- ひまり 2（3月5日、パコッター）
- ひまたん（3月5日、パコッター）
- ひまたん 2（3月5日、パコッター）
- ひまり（3月12日、private mask）
- クロエ（3月24日、素人ホイホイ）
- 【神尻! 美脚! 圧倒的激カワ! メス鳴き! 八頭身モデル】キスだけでパンティが染みだらけになる敏感マ○コ! 洗濯バサミローターで悶絶! 激ぶるっ乳首! ぷるんぷるんのデカ尻にスパンキング! & ムチ打ち! 卑猥な音を立てながら濃密フェラ! 波打つ美尻に立ちバックで激ピス制覇！中出しOK! 濃厚ザーメン注入! 【令和女子のお悩み相談＃01ひまりちゃん(24歳/派遣会社の社員)の場合】（3月26日、FALENO TUBE）
- 【なまハメT☆kTok Report.14】あやな 24歳 またがり踊るチアガール 【超絶美形×8頭身ミスユニバース級スタイル】美乳に美クビレ! 高身長! とんでもない美少女チアガールを発見! こんなにエロかわで感度抜群最高かよっ! 脚がガクガク! 膣奥刺激で超多量潮スプラッシュ!! 変態サッカーコスにすけべオイルをトロトロそそぐ! ぬるぬるマ○コにチ○ポをバコ突き電マあてっぱでノンストップ絶頂! 壮絶にイキまくる早漏マ○コ! 仕返しの必殺騎乗位で強引に精子を搾り取る生ハメ大熱戦! Hey! You can SEX（3月27日、プレステージプレミアム）
- ひまりPart 1（4月7日、素人羞恥娘。）
- ひまりPart 2（4月7日、素人羞恥娘。）
- ヌキ無し店なのに… 超過剰サービスで疲労も精子もぶっ飛ぶ!! リピート確定! 搾精メンズエステ #2（4月1日、DOC）
- ひまり（4月7日、素人羞恥娘。）
- ひまり 2（4月7日、素人羞恥娘。）
- ひろみ（4月13日、E★人妻DX）
- ひまりちゃん（4月15日、俺の素人）
- 私立パコパコ女子学生 ひまり 23歳 T専門学校 2年 【元モデル! 芸能人並の美少女降臨】股下87cmの超美脚! 彼氏とレスで欲求暴発!! 人生初足コキ ～まさかのホテルで2回戦まで…喘ぎまくりで「おま○こいっちゃう?」爆ヌキ必至の濃厚2SEX収録!!（4月29日、プレステージプレミアム）
- おなふりっくす 本気のオナニー見せつけ絶頂集 Vol.01（4月29日、MAGIC）
- 【裏GOTO】19歳にして経験人数100人越え!? 田舎町のSEXエリートが発射回数無制限でもてなす温泉宿の新サービス!! ゆいな（5月2日、まんまんランド）
- ひまり（5月13日、しろうとヤッホー）
- ひまりさん 2（5月14日、俺の素人）
- はじめてはAV女優。高身長170cm! 8頭身ウルトラ美ボディの元モデル・木下ひまり vs 男子校童貞!!【今回のデートコース：“例の”貸切温泉旅館】童貞相手にず～ッと激責め! 遠慮ナシのウルトラテクニックに童貞暴発! 2回戦コース突入! 女優に丸投げリアルドキュメント・ガチンコSEX!（5月20日、GOOD-BYE-CHERRYBOY）
- ひまりさん（5月21日、俺の素人-Z-）
- H42ちゃん（6月4日、蜃気楼）
- ひ～ちゃん（6月9日、素人ホイホイ）
- ひなの（6月11日、ハメドリネットワークSecondEdition）
- まり（6月12日、ビニ本本舗）
- まり（6月13日、Dutch Wife ～清楚系妻との肉欲性交録～）
- モデル体型の腰フリ娘がハメ撮りで中出しオネダリ（6月21日、クマネコ本舗）
- りか (SRH-010)（6月25日、しろうとエチチ.ch）
- ひまり（7月7日、S-Cute）
- 真緒（7月9日、ION イイ女を寝取りたい）
- まり 2（7月10日、ビニ本本舗）
- まり（7月16日、素人参加バラエティ）
- マキ (IDJS-064)（7月26日、今ドキ女子の性事情）
- ゆいな（8月2日、まんまんランド）
- 日葵 (23)（8月25日、素人ホイホイ）
- ひまり（8月27日、フライデー）
- ムチプリ極上尻コキ!! ＃2 私のでっかいお尻で気持ち良くしてあげる…!!（9月2日、DOC）
- 【ギャルしべ長者 60人目 エンジェルちゃん】【極上スタイル×高身長169cm×生ハメ4連発】天使のスマイルにメロメロ! こんな可愛いギャル見た事ある!? 敏感ボディは突く度ハメ潮連発! 小悪魔な爆エロ騎乗位で中出し!! 気持ちよすぎて天国にイっちゃうよぉぉ～～ッッ「次回予告「エロ神界から天使の使い!? やっぱり天使はいたんだ…」（9月18日、Jackson）
- ギャルすたグラム＃027 ひまりん (23) ラーメン屋店員 【断トツ超可愛い】【激イキしっぱなし】【高身長奇跡の9等身】【連続生ハメ&中出し】こんなに可愛いギャル他にはいない! 顔、カラダ、感度、3拍子そろったハイパーマックスタイプギャル降臨!!! 殿堂入り確定でみんなHappy間違いなし! とことんヌキ倒しちゃってください! このギャル本当に最高です♪ ギャルすたの歴史にまた1ページ!（9月24日、はめちゃん。）
- マリ（10月15日、＃職業女子）
- HIMARI（10月18日、地雷系女子美人）
- ひまりちゃん（10月22日、即パコ素人チャンネル）
- ビジネスライクな個撮レイヤーに無許可の中出し! 顔射の2回戦!! 押しに弱い敏感体質が鬼ピストンでイクイク連呼の大絶頂!! なでしこり（11月1日、まんまんランド）
- まりちゃん（11月23日、新世代女子）
- ＜エロい娘限定ヤリマン数珠つなぎ!! ～あなたよりエロい女性を紹介してください～94・95発目＞ ひまり 22歳 専属モデル / ゆう 23歳 トリマー 【巡り巡って過去イチバズったエロ美女たちにハロウィンで再会!! 神回すぎる120分SP!!】 ヤリマン美女、ひまりちゃん&ゆうちゃんが鬼エロタッグを組んでまさかの再登場!!! ハメ撮り! 乱交! レズプレイ! 今宵しか見られない何でもアリ!なパコパコパーティー♪ お菓子の代わりにドロドロ精子7発射SP!!（11月23日、プレステージプレミアム）

- 木下（1月5日、ゲリラ）
- ひまりちゃん（1月5日、素人ペイペイ）
- 【オモチャ購入から始まるスケベ、みか (仮)】Hey! Please! Panty! 美女がソロでアダルトコーナー物色!? ホイホイ着いてちゃって、恥ずかしがりながらの野外露出プレイ敢行w ホテルで買いたてオモチャを満喫! マン汁ダラダラで絶頂しまくり! フェラついでにアナルまで! そんなとこまで舐める!? スケベ美女の中出し連戦! いいなり過ぎてヤリ放題www 【いいなりMさん～Please Panty～ NO.6】（1月14日、SUKEKIYO）
- なでしこり（2月1日、まんまんランド）
- マリナ（2月11日、素人CLOVER）
- ひまちゃん（2月11日、素人ナンデス!）
- ひまり（2月28日、めがね美人）
- 【激カワ美巨尻アパレル店員が彼氏以外のチンコと浮気生ハメSEX!】 露出高めの私服を着こなすモデル顔負けのアパレル店員と浮気デート! いっぱい食べ歩いてスタミナチャージしたら自宅でイチャラブSEX開始w 彼氏より好きな好きピの為にドスケベ下着まで新調してエロすぎる美巨尻をお披露目! 生挿入からの生ハードピストンで尻肉に性欲を叩きつける男! 好きピとのSEXに恍惚の表情を見せる『まりえ』ちゃん! 快感に身を任せた2人は2回戦目であっさり生中出し決行w 【しろうとハメ撮り＃まりえ＃24歳＃アパレル店員】（3月2日、MOON FORCE）
- ひまり（3月7日、日払いちゃん）
- ひまり（4月26日、パコられ美少女）
- ひまり（4月28日、G-AREA）
- 【100%ビッチちゃん 3人目】ひまり 22歳 【関東最大規模ヤリサー代表!! 高身長ドビッチ美女が殴り込み!!】【東京ヤリ卍會代表!! 経験人数 4桁 オーバー!!】【超ハイスぺの純粋ビッチ100%】関東、いや日本… いやっ!! アジア最大級のヤリマンサークル 東京ヤリ卍會 代表の超鬼ハイスぺ美女が降臨!! ウリNGのまじでヤルだけ本能開放型ヤリマンサークルのアタマに恥じぬヤリマンっぷり!!! ガー○シーも驚愕の男性遍歴1000人斬り以上!! 百戦錬磨の鍛え上げた性技の数々!! そして生チンピストン激イキ!! 走攻守すべてマスターピースの美ビッチ4搾精SEXは必見!!（5月14日、プレステージプレミアム）
- ゆりな（5月20日、しろうと乱交サークルの刃）
- ゆりな 2（5月27日、しろうと乱交サークルの刃）
- 隠れ家エステあわよくば… ひまりさん（5月25日、BOTAN）
- 【Wバニー美女とイキ狂う】神尻神回120分SP! 経験人数50 & 60! 合わせて3桁超えの超ヤリマンコンビ登場!! 見どころしかない全編エロス! 何度イッてもチ●コを離さない! 痴女ってヨシ! おねだりしてヨシ! 二人同時に潮吹き!? セックスしすぎてマ●コが閉じないエクスタシーの連続!!? 美女二段重ねでマ●コをダブルで味わえッ!【エロのスジガネ NO.14】あみり 21歳 & ひまり 22歳 ノリが良すぎるW神尻バニーガール（5月27日、SUKEKIYO）
- ひまり & みづき（6月3日、俺の素人-Z-）
- 【個撮】9頭身P活ギャル_超絶モデルボディを舐り回し生ハメ中出し（7月8日、れいわしろうと）
- まりちゅ（7月15日、ギガンテス）
- t〇kt〇kで話題の制服J〇に中出し2連発☆清楚な長髪美少女がプリケツ振り乱して何度も絶頂!! まる（7月18日、黒船）
- ひまり（8月22日、素人ムクムク）
- ヒマリ（8月22日、えちえち素人）
- ひまりん（8月25日、ホームメイド）
- 【個人撮影】絶世の美女とP活_スタイル顔面ハイレベル女子に連続種付（8月31日、インディ）
- HIMARI（9月16日、俺の素人-Z-）
- まり（10月30日、おじさんLOVE）
- ひまりchan（11月1日、素人まっちんぐ）
- 【催淫トランス絶頂】顔面偏差値マックスのスレンダー美乳カフェ店員の脳とカラダをジャック!! 脳内エンドルフィンどっぱどぱの、セックスを超えたセックスがココにある!! 他では観れない、驚異のトランス状態オーガズムを体感せよ!! 【突然ですが、催淫かけてもイイですか? File.03】あゆ 24歳 カフェ店員（12月2日、DIEGO）
- ひまりさん (oreco205)（12月5日、俺の素人-Z-）

- 【パーソナルジム盗●】かすみさん【生ハメ中出し】（1月4日、Jackson）
- ひまり (pcotta447)（1月26日、パコッター）
- ひまり 2 (pcotta452)（1月26日、パコッター）
- ひまりちゃん（2月10日、ゲリラ）
- まい（2月11日、素人道）
- E131ちゃん & M131ちゃん（2月17日、蜃気楼）
- えりな 結婚式帰りのヨガインストラクターを騙して中出し2連発!! 嫌と言えない優しい性格に付け込んだ強引な生ハメ撮影で彼氏に内緒のご懐妊!?（2月20日、まんまんランド）
- ひまり 3（2月21日、パコッター）
- ひまり 4（2月21日、パコッター）
- ひまりちゃん（2月27日、ピクチン）
- ひまり（3月28日、素人ムクムク-痴-）
- ひまり & ゆいな & あかね（4月7日、素人ムクムク-W-）
- 【Z世代生意気マ●コにぶち込み5P乱交】不機嫌MAX! 超絶塩対応ギャル降臨!! スマホ片手にながら手コキ上等ww 大人を舐めたクソガキは大量チ●ポ投入で思い知れww バックとフェラで串刺しイカセ制裁!! こっそりゴム外して、美脚美尻のモデル級ボディに理解らせ(わからせ)生ファック!! 目も開けられないほど絡みつく濃厚精子!! 超快感★どぴゅどぴゅ顔射4連発!! ひまり 21歳 美容師アシスタント（4月7日、SUKEKIYO）
- 悪夢ちゃんH015（4月21日、白昼夢）
- ちなち 【神スタイル】【170cm】海でナンパしたモデル級インフルエンサーの9頭身ボディエロ過ぎwww 彼氏持ちだけど●わせてゴムなしSEX! 中出し&顔射しちゃいました!!（6月1日、まんまんランド）
- （仮）暗黒059さん（6月23日、暗黒）
- ひまり (erofc184)（7月10日、恋愛カノジョ）
- ひま (pcotta572)（7月24日、パコッター）
- ひま 2 (pcotta581)（8月19日、パコッター）
- みやび（8月19日、れいわしろうと）
- （仮）暗黒071さん（9月1日、暗黒）
- ノーブラ乳首ポッチで出歩く長身スレンダーJDの自宅に侵入して彼氏にバレないように連続中出ししたら痙攣イキしまくっちゃいました【モデル系 / ストーカー / 自宅侵入 / NTR】（9月18日、しろうとまんまん）
- 完全主観 汚チ●ポ媚び媚びご奉仕風俗 ひまり（10月12日、エロタイム）
- （女子大生）ひなことひまり（10月6日、ハーレムジャーニー）
- ひまたん（10月15日、オモチカエリ）
- 学生/一軍女子同志007（10月27日、アシグモ）
- ひまりさん（11月10日、女ひとり、一人飲み。）
- あやなん（11月14日、ぎがdeれいん）
- 利用者No.002 K様（12月3日、レンタルなんもしないけど勃起はする人）

- 【エロすぎ可愛すぎ潮吹きすぎ】女の子同士でもディーチューしちゃう仲良し美女2人をWチ●コでハメまくり!? 容赦ない手コキフェラにあっさり昇天! 本能全開で突きまくって中出しまくり! 情熱的セックスでイキまくれ!!【Carnivalナンパ】【あいり まい】（2月4日、街角シロウトナンパ）
- H184ちゃん（3月1日、蜃気楼）
- ひまりちゃん (skho109)（3月8日、シロウト速報）
- ひまり（3月16日、ぎがdeれいん）
- すみれちゃん & ひまりちゃん（3月17日、シロウト速報）
- Hさん（3月23日、浮遊僧）
- すみれ & ひまり（3月24日、素人ムクムク-塩-）
- H & Sちゃん（4月7日、素人ムクムク-W-）
- ひまり (smuc092)（4月27日、素人ムクムク-夢中-）
- 【甘サドGAL降臨】8頭身・自由奔放なモデル級GALが逆ナンパ!! 禁断の寝取りドキュメント!! かわいすぎる甘いフェイスとコミュ力and上目遣いで甘えてハートを鷲掴みにされた彼女持ちのダメち●ぽ引っかかる!! 「ね、えっちしよ? 絶対バレないよ♪」と謎の推し文句and身体をすりつける誘惑-テンプテーション-で我慢できずに… 超濃厚SEXで彼女のことも忘れ、何も考えずにどっぷり中出し!!!【NTRリバース】 るいちゃん 24歳 メンエス勤務（4月28日、プレステージプレミアム）
- 【乱セク】出会い系で知り合ったスレンダー美少女とハメ撮り → チ●ポ入れるだけでイキまくり! 動かないで焦らすと涎ダラダラで自ら腰を振り快楽を貪る性欲モンスターに大変身!! まる 19歳（5月23日、黒船）
- ひまちゃん（6月3日、ハメプラ!）
- 木下凛 (mywife646)（6月8日、舞ワイフ）
- ひまり＆こはる（6月21日、ゲスヤミ）共演：雫月心桜
- 世〇谷区債務者H（6月24日、素人ムクムク-弱点-）
- 脱毛サロンの抜(ヌ)き特化型元カノ×神くびれ & 美尻の曲線美BODY【ひまり(脱毛エステティシャン)】【高長身スレンダー】【プライベート脱毛サロン】【相性抜群の元カレと再燃】【知り尽くした性感帯】【ヌきはお任せ】（7月3日、MOON FORCE）
- ひまり（7月18日、素人ムクムク-ハーレム-）
- HIMARI（7月18日、素人ムクムク-塩PP-）
- ナツキ (kjsk012)（8月24日、素人ギャラリー）※「なつき（26）」名義
- ティア (tykj014)（8月24日、素人ギャラリー）※「ティア（19）」名義
- ティア  トー横界隈援交女子（8月25日、ギャラリー）
- ナツキ 個人撮影会（8月25日、ギャラリー）
- ひまわり（9月6日、意識不明ちゃん）
- Aちゃん＆Mちゃん（9月23日、NTRちゃん。）他出演：仲川そら
- ハメ撮りに普通の会話動画を並べたらとてもエロくなった件（9月23日、親父の個撮）他出演：祈山愛
- 多額の借金を負い海外出稼ぎになったスレンダー美女（仮）ひまり（9月27日、素人CLOVER）
- 夏菜（10月4日、SNAP×SNAP）※「夏菜（23）」名義
- 【逆エステ】Tさん（OL）【オイルマッサージ】（10月4日、はめちゃん。）
- ユリ 卑劣な男に眠らされた女たち（10月24日、素人ギャラリー）
- 小川 パーソナルトレーナー（10月24日、素人ギャラリー）
- 野外撮影会痴漢人気コスプレイヤーの弱みに付け込んで セクハラ羞恥写真撮影 強制透け乳首＆無理やり大量中出し追い撃ちアクメ～ひまり編～（11月1日、サディヴィレナウ!）
- KIRINO（11月1日、素人ホイホイtower）※「KIRINO（28）」名義
- ひまり（11月5日、俺の素人）
- さな（11月9日、素人ギャラリー）※「さな（23）」名義
- さな ボクのセフレを紹介します（11月10日、ギャラリー）
- ボクのセフレを紹介します（11月10日、素人ムクムク-人妻-）
- 木下ひまり ノーカットセレクション（11月16日、MAXING）※ 単体ベスト
- 某大学婚活サークル【じゅん、ひまり、えりか、ななせ】～じゅん&ひまり編～（11月22日、素人CLOVER）共演：末広純、尾崎えりか、七瀬シノン
- 某大学婚活サークル【じゅん、ひまり、えりか、ななせ】～えりか&ななせ編～（11月22日、素人CLOVER）共演：末広純、尾崎えりか、七瀬シノン
- あや（12月9日、素人ギャラリー）
- あや 嫌な顔されながらおパンツ買い取りたい（12月10日、ギャラリー）
- ひまり (24) 超マイクロビキニでハメ撮りSEX（12月20日、S-CUTE）
- 【美脚モデルにNTR中出し】別れを拒む彼氏に見せつけNTRセックス! 夜景に映える8頭身スレンダーボディ! 重量感のあるデカ尻を何度も打ち付け中出し懇願! 神コスバニーの美女モデルが他人棒でイキ乱れる濃厚2回戦!【彼女がえちえちで止まらない】【ひまり】（12月21日、DOC）
- キ●セク女子 2 好奇心旺盛な素人女子を失神寸前までヤリタイ放題! イカセまくってアレもコレもごっくん＆中出し大放出! ハメ外しまくり女子降臨!!（12月25日、素人Pro）他出演：久遠れいら、朝日りん、枢木あおい
- 【美脚・脚長決戦】木下ひまり&胡桃さくらが100万円をかけたエロの頂上決戦に挑む!! もはや芸術レベルの脚線美! チ○コも乳首も足でイジられる! 騎乗位&立ちバックでの「おみ足」に圧倒されろ!! 果たして勝者はどちらか…【極限セクシーバトル! ザ・エロモネア】（12月27日、素人CLOVER）共演：胡桃さくら
- るか（12月27日、ザー汁王子）

- 【4K】単身赴任男を際どい水着で寝取りました…（1月11日、クリスタル映像）
- ずっと女子から苛められていた弱者同定男子必見! 母性溢れる全肯定巨乳女子が恥じらい赤面で愛情たっぷりチャレンジミッション! 初めての筆おろし挿入 ひまりさん Fcup（1月24日、ONETIME）
- ゆうな&あやね（2月7日、イカセ素人）共演：乙アリス
- 問題映像塩対応パ○活超生意気な少女をガン詰めガン突きして理解らせた。＃イチャラブ＃イキ狂い（2月21日、俺の素人-Z-SECONDIMPACT）他出演：由良かな
- （仮）暗黒112さん（3月14日、暗黒）
- 木下ひまり ノーカットセレクションVol.2（3月16日、MAXING）※ 単体ベスト
- オルチャンメイク美少女羞恥 2 抵抗しまくる生意気女子が泣きイキするまで弄りまわせ! 美脚女子（3月31日、ナチュラルハイ）
- H（4月3日、ゲリラ）
- 天使みたいに優しくて可愛いナースさん! 早漏に悩む童貞君の暴発改善お手伝いしてくれませんか? ひまりさん ひかるさん（4月3日、俺の素人-Z-SECONDIMPACT）共演：皆月ひかる
- 今晩、何回シテくれるかであなたの愛を確かめさせて（4月4日、CHoBitcH）
- アナルのシワの数までハッキリわかる! ノーモザイク連続絶頂アナル見せオナニー（4月10日、アイエナオナニー）
- 人妻さん 057（4月12日、人妻さん）
- こんなに淫らです! エッチだから許してPart.1（5月7日、メスイキ）
- こんなに淫らです! エッチだから許してPart.2（5月8日、メスイキ）
- こんなに淫らです! エッチだから許してPart.3（5月8日、メスイキ）
- 優先順位は【SEX＞＞＞金＞仕事】!! ヤリマンOL勤務中にチ●ポ追い回し所構わずイキっ放し!!（6月1日、ゲッツ!! ボンボン/妄想族）
- 木下ひまり エロい彼女と普通の彼女を見比べながらオナニーしようっと（6月17日、切り売りのおかず屋さん）
- ひまぴ（7月1日、ヤリサーちゃん。）共演：高瀬りな
- ひまり（7月4日、俺の素人-Z-）
- りなぴ（7月5日、ヤリサーちゃん。）共演：高瀬りな
- 累計100万DL突破! 縦読みWEBコミックスの傑作を連続実写化! 実写版 真・上京シェアハウス～彼女と幼馴染と知らない奴～1話目（7月8日、ムーディーズ）共演：花音うらら、椿りか
- 累計100万DL突破! 縦読みWEBコミックスの傑作を連続実写化! 実写版 真・上京シェアハウス～彼女と幼馴染と知らない奴～2話目（7月15日、ムーディーズ）共演：花音うらら、椿りか
- 累計100万DL突破! 縦読みWEBコミックスの傑作を連続実写化! 実写版 真・上京シェアハウス～彼女と幼馴染と知らない奴～3話目（7月22日、ムーディーズ）共演：花音うらら、椿りか
- 初めてのママ活（7月31日、パープルジャム）
- 累計100万DL突破! 縦読みWEBコミックスの傑作を連続実写化! 実写版 真・上京シェアハウス～彼女と幼馴染と知らない奴～4話目（8月5日、ムーディーズ）共演：花音うらら、椿りか
- Hちゃん（8月8日、素人ペイペイ）
- 中に出してもいいから止まってください!!! 押さえつけて逃がさないエンドレス奥突きバウンドピストンでイキ壊れた女 4 美脚長身オンナ（8月11日、ナチュラルハイ）
- 累計100万DL突破! 縦読みWEBコミックスの傑作を連続実写化! 実写版 真・上京シェアハウス～彼女と幼馴染と知らない奴～5話目（8月12日、ムーディーズ）共演：花音うらら、椿りか
- 累計100万DL突破! 縦読みWEBコミックスの傑作を連続実写化! 実写版 真・上京シェアハウス～彼女と幼馴染と知らない奴～6話目（8月19日予定、ムーディーズ）共演：花音うらら、椿りか

### イメージDVD / BD
2020年
- 木漏れ日… 瞬間、恋心 （5月29日、スパークビジョン）※「川口彩夏」名義
- 恋してシースルー（8月28日、スパークビジョン）※「川口彩夏」名義
- 舌ベロのカーニバル! 木下ひまり（9月15日、スパークビジョン）
- Kusuguri Time 木下ひまり（9月30日、スパークビジョン）
- So Cute! 木下ひまり（11月15日、スパークビジョン）

2021年
- 放課後、夕立…君と僕。（1月29日、スパークビジョン） ※「川口彩夏」名義
- 私のこと・・おヘンタイだと思いますか・・?（3月26日、サムバディ）※「長谷川麻美」名義
- Shining Beauty 木下ひまり（6月4日、ファインピクチャーズ）◎
- Himari なついろメモリーズ 木下ひまり（9月2日、REbecca）◎

2022年
- Erotic 木下ひまり（7月15日、メディアブランド）◎
- natural NUDE 木下ひまり（9月28日、スパイスビジュアル）

2023年
- 微熱 木下ひまり（7月28日、oldman par）◎

2024年
- 濡れたひだまり 木下ひまり（1月27日、grace）◎
- cutie（11月16日、grace）◎

2025年
- Only You（4月25日、T-NEXT）◎

## 書籍

### 写真集
- くちびる潤むとき 木下ひまり写真集（2022年9月25日、彩文館出版、撮影：ALEX WON）ISBN 978-4-7756-0656-8 ※3000部限定 豪華愛蔵版[25]
- 木下ひまり写真集『微熱』（2023年7月24日、ジーウォーク、撮影：太田清隆 ）ISBN 978-4-86717-595-8 [26]

### ポーズ集
- プレミアムヌードポーズブック 木下ひまり（2022年2月22日、ジーオーティー、撮影：田村浩章）[27] ISBN 978-4-8236-0285-6

### デジタル写真集
- 木下ひまり写真集 talent（1月9日、 HMJM出版、撮影：浜田一喜）
- Shining Beauty 木下ひまり デジタル写真集（6月10日、ファインピクチャーズ、撮影：SHOOTING STAR）
- Himari 【グラビア写真集】木下ひまり（6月25日、プレステージ出版、撮影：富田恭透）
- 陽毬 -HIMARI- 【ヌード写真集】木下ひまり（6月25日、プレステージ出版、撮影：富田恭透）

- 東京娘Street 木下ひまり（5月6日、プレステージ出版）
- トリプルHAPPYキャンペーン2022 電子ふぉとぶっく（9月2日、FANZA BEAUTY COLLECTION）- 複数モデル出演の撮り下ろしデジタルフォトブック。FANZA限定配信。
- デジグラ・デラックス 木下ひまり 001（11月18日、PAD）
- デジグラ・デラックス 木下ひまり 002（12月9日、PAD）
- 木下ひまり Silky Milky vol.1 FRIDAYデジタル写真集（12月19日、講談社、撮影：comeme）
- 木下ひまり Silky Milky vol.2 オール未公開100カット超完全版 FRIDAYデジタル写真集（12月19日、講談社、撮影：comeme）
- デジグラ・デラックス 木下ひまり 003（12月31日、PAD）

- デジグラ・デラックス 木下ひまり 004（1月20日、PAD）
- デジグラ・デラックス 木下ひまり 005（2月3日、PAD）
- 絶対的スーパーナチュラルポーズブック 木下ひまり（3月10日、プレステージ出版、撮影：渡辺凌）
- デジグラ・デラックス 木下ひまり 006（3月31日、PAD）
- デジグラ・デラックス 木下ひまり 007（4月14日、PAD）
- デジグラ・デラックス 木下ひまり 008（5月1日、PAD）
- デジグラ・デラックス 木下ひまり 009（6月9日、PAD）
- デジグラ・デラックス  木下ひまり 010（6月16日、PAD）
- 絶対的透け透けテカテカポーズブック 木下ひまり（7月7日、プレステージ出版、撮影：渡辺凌）
- れいむ 木下ひまり vol.01～vol.04（8月25日、ジーウォーク、撮影：太田清隆）
- Erotic 木下ひまり（12月2日、メディアブランド）

- LOVEPOP デラックス 木下ひまり 001（4月12日、PAD）
- LOVEPOP デラックス 木下ひまり 002（6月21日、PAD）
- ABSOLUTE SPORTS POSE 絶対的スポーツポーズ集 木下ひまり（6月28日、プレステージ出版、撮影：渡辺凌）
- LOVEPOP デラックス 木下ひまり 003（8月2日、PAD）
- LOVEPOP デラックス 木下ひまり 004（9月6日、PAD）
- LOVEPOP デラックス 木下ひまり 005（10月4日、PAD）
- LOVEPOP デラックス 木下ひまり 006（11月5日、PAD）
- トリプルHAPPYキャンペーン2024 でじたるふぉとぶっく（9月6日、FANZA BEAUTY COLLECTION）※FANZA限定配信。

### 雑誌
- 月刊FANZA 2022年4月号（ジーオーティー）- グラビア
- 実話BUNKA超タブー 2022年11月号（コアマガジン）- 【豪華保存袋とじ】木下ひまり 大開脚ヌード